# Galambóci vár
A galambóci vár (szerbül: Голубачки град / Golubački grad, bolgárul: Гълъбец, románul: Cetatea Golubăț, törökül: Güvercinlik Kalesi) középkori erődítmény a Duna déli oldalán, a szerbiai Galambóc városától 4 kilométerre keletre, amelynek feladata a Vaskapu-szoros bejáratának ellenőrzése volt. A vélhetően a középkori szerb állam által épített várat három részre osztják, amelyeket más-más időszakban hoztak létre. Tíz tornyának többsége négyzet alaprajzú. Közülük több a lőfegyverek megjelenésével jelentős megerősítést kapott.
Az erődítménynek viharos története volt. Építése előtt egy római település állt a helyén. A középkor folyamán számos csata helyszínévé vált, főleg az Oszmán Birodalom és a Magyar Királyság között, különösen a Luxemburgi Zsigmond vezette 1428-as ostrom vált híressé. Többször cserélt gazdát, törökök, bolgárok, magyarok, szerbek és osztrákok is birtokolták, a történelem során több mint 120 ostromot élt túl egészen 1867-ig, amikor a jelentőségüket vesztett épületet átadták Mihály szerb fejedelemnek. A Vaskapu I. vízerőmű felépítésekor az Al-Duna vízszintjének megemelése miatt alsóbb részeit elárasztotta a víz, végső megjelenését a 2014 és 2019 közötti teljes felújítás során nyerte el. A hadászati célokat nem szolgáló vár azóta a régió népszerű turisztikai látnivalója és a dunai hajókirándulások népszerű célpontja.

## Története

### Korai története
A 2010-es évek rekonstrukciója során feltárt maradványok az erődöt megelőző római és bizánci településekre utalnak. A bizonyítékokat az épületek tipikus tégla-kő kombinációjában találták meg, különösen abban az épületben, amelyet az oszmánok később hammamként használtak, de a csatornahálózat maradványait is feltárták.
Galambóc korai története bizonytalan. 803 és 1018 között a terület az első dunai bolgár birodalomhoz, 1193-ig a Bizánci Birodalomhoz, majd ezt követően 1257-ig a második bolgár birodalomhoz tartozott. A terület ettől kezdve szerb kézben maradt, egészen a 15. században bekövetkező oszmán hódításig. A régió sokszor cserélt gazdát a magyarok, a bolgárok és a szerbek között. Az sem világos, hogy a középkori erődöt melyikük építette, vagy hogy eredetileg hány tornya volt.
Az egyik torony részeként épült ortodox kápolna azonban azt mutatja, hogy legalább egy helyi nemes részt vett a munkálatokban. Az építés kezdetével kapcsolatban is bizonytalanság uralkodik, bár általában egyetértés van abban, hogy az erőd nagy részét a 14. század elején építették. A kápolna valószínűleg Lazarević István szerb despota időszakából származik a 15. század első feléből. Az elméletek egy része szerint Dragutin István szerb király építtette 1286-ban, míg mások szerint magyarok nem sokkal azután építették, hogy meghódították a szerbektől a régió ezen részét. A historiográfiával egyik sem erősíthető meg, de a fent említett ortodox kápolna felfedezése a vár szerb eredetére utalhat.
Az első ismert írásos feljegyzés 1335-ből származik magyar forrásokból, amikor is a magyar katonaság megszállta a várat, ezekben úgy írták le azt, mint a szorost vigyázó sziklaőrhely. Valamikor 1345 és 1355 között IV. István Uroš szerb cár bejárta a régiót, amely ekkor Szerbia része volt Magyarország határa mentén. Meglátogatta Galambócot is, amely az erdélyi vajda, Toma parancsnoksága alatt állt, magyar irányítás alatt. A király halála után a Rastislalić-ház befolyást nyert Braničevóban, később elnyerte a függetlenséget is. Szerb krónikások szerint a knyázból lett I. Lázár szerb cár 1379-ben kilakoltatta az utolsó Rastislalić földesurat, Radič Brankovićot, majd külvárosi falvakat adományozott a havasalföldi kolostorainak.
Az 1389-es első rigómezei csata idején a várat már Szerbia birtokolta. Nem világos, hogy mikor és hogyan cserélt gazdát, bár egy forrás 1382 utánra teszi ennek bekövetkeztét. A csata után az erődöt I. Bajazid szultán foglalta el, ekkor került az erőd először az Oszmán Birodalom birtokába. 1390-91-ben az erőd kétszer cserélt gazdát. Perényi Péter temesvári comes ugyan sikeresen ostromolta meg, amelynek során súlyosan megsérült, de még abban az évben visszafoglalták a törökök. Galambóc később ismét visszakerült a Magyar Királysághoz.
Az erőd szerb kézbe 1403-ban került, amikor Luxemburgi Zsigmond magyar király Nándorfehérvárral együtt hűbérbirtokként engedte át Lazarević István despotának,  miután a Sárkány Lovagrend legmagasabb rangú alapítótagjává vált. 1426 májusában István és Zsigmond Tatán találkozott, hogy megvitassák a gyermektelen szerb uralkodó utódlását. Szerződést írtak arról, hogy Zsigmond elfogadja Đurađ Brankovićot, azaz Brankovics Györgyöt azzal a feltétellel, hogy 17 erődítményt, köztük Nándorfehérvár, Galambóc és Macsó várát István halálakor visszaszolgáltatják Magyarországnak. A despota 1427-ben bekövetkezett halála után Zsigmond sietett a tatai szerződés kikötéseinek érvényt szerezni, Nándorfehérvárt és Macsót gond nélkül átadták. Galambóc parancsnoka, Jeremija vajda azonban 12 000 dukát kártérítést követelt. Amikor Zsigmond nem volt hajlandó fizetni, az áruló Jeremija átadta a várat a törököknek, akik a pasa rezidenciájává alakították azt.
Annak ellenére, hogy megszerezte a stratégiai jelentőségű várat, II. Murád szultán nem volt elégedett a szerb területeken megnövekedett magyar befolyással, ezért támadásra küldte seregét. Az egyik csapat a frissen megkaparintott erődből indult el, támadásuk a közeli szerb és magyar települések ellen irányult a Macsói bánság területén. Válaszként Brankovics személyesen odautazott kegyelmet ígérve Jeremijának, és arra kérte, hogy minden lehetséges eszközzel adja vissza az erődöt. A vajda megtagadta annak visszaszolgáltatását, és megtámadta a despotát, amikor az kísérőivel megpróbált belépni a falak közé. Ezeket az árulásokat követte az 1428-as nevezetes ostrom és csata.

### Az 1428-as ostrom
A magyar király komoly előkészületeket tett a kulcsfontosságú erősség visszaszerzéséért, így az ostrom előtt a Duna túlsó partján ellenvárként felépíttette Lászlóvárát, amely a hadműveletek kiindulási pontja lett a későbbiekben. 1428 áprilisában Zsigmond serege 25 000 gyalogost, 6000 II. Dan havasalföldi fejedelem vezette havasalföldi íjászt, 200 olasz tüzért és a Cserni Száva lovag vezette lengyel-litván lovasságot tudott felmutatni a Duna túlsó partján, majd megtámadta Galambócot és a törököket. A magyarok először alkalmaztak várostromhoz tüzérséget, nemcsak Lászlóvárából lőtték az ellenséget, hanem hajókkal is támadtak a folyó felől, amelyek egyikét Rozgonyi Cecília, a temesvári Rozgonyi István ispán felesége vezényelte. Murád az ostromlott törökök segítségére sietett, jelentős számú felmentő seregével május végén érkeztek meg. Zsigmond, aki nem akart harcolni a túlerőben lévő sereg ellen, június elejéig fegyverszünetet kötött, a megállapodás szerint a törökök a magyar sereg szabad elvonulása fejében megtarthatják a várat. Miután a magyar hadsereg egy része átkelt a folyó túlsó partjára, Sinan Bey török parancsnok a béke ellenére megtámadta a visszavonulók hátát, bekerítve és megölve a parton ragadtakat, köztük Csernyi Szávát, aki a király menekülését biztosítva a menekülési lehetőséget visszautasítva összes lovagjával együtt elesett. Zsigmondot is majdnem elfogták a törökök, azonban Rozgonyi Cecília közbelépett, és segített megmenteni, a király ezután örökletes jogot adott Cecília és testvérei számára Galambóc várára. Ezt a történetet dolgozta fel többek közt Arany János a Rozgonyiné című balladájában. Jókai Mór romantikus regényében jelentősen kiszínezte a történetet, és egy szerelmi szállal magyarázza a hős lengyel lovag és magyar asszony emlékezetes haditetteit.

### További ostromok
Az Oszmán Birodalom a szerb állam megszállása során megőrizte Galambóc irányítását. Évek óta tartó harcok után, amelyek eredményeként a magyar hadsereg kiűzte az oszmánokat Szerbiából, a szegedi béke 1444 nyarának végén visszaállította a despotátust. Az újjászabott területhez került vissza sok vitát követően a fontos vár, a törökök azonban Brankovics 1456-os halála után ismét meghódították. 1458-ban Mátyás király serege visszaszerezte az erődöt, de ugyanabban az évben elvesztette II. Mehmeddel szemben.
Az 1481–82-es évek újabb harcokhoz vezettek a magyarok és a törökök között. 1481 őszén, míg az erődöt az Oszmán Birodalom birtokolta, a Temesvárra érkező Kinizsi Pál expedíciót indított a törökök ellen Temes térségében. 1481. november 2-án 32 000 fős seregét dél felé fordította a Dunához, Kruševac felé vonulva. Galambócnál ezer török lovast öltek meg vagy ejtettek foglyul, 24 hajót elsüllyesztettek, és Iszkender béget, az oszmán kézben tartott Szendrő várának parancsnokát, a török hadsereg vezetőjét Jakšić, Kinizsi egyik embere kapta el a kapunál. A törökök kénytelenek voltak visszavonulni és otthagyni az erődöt. Ugyan kísérletet tettek arra, hogy megakadályozzák a zsákmánnyal megrakott magyar sereg dunai átkelését Haramnál, de az időközben Kinizsihez csatlakozó 50 000 szerb miatt végül elálltak ettől. A sereghez csatlakozott szerbeket Mátyás király aztán a déli végeken telepítette le. Kinizsi támadása azonban csak rajtaütés volt, és nem sokkal azután, hogy visszatért Temesbe, a törökök, akik nagy veszteségeket szenvedtek, de nem vesztettek területet, visszavették a várat, és gyorsan kijavították annak erődítéseit.
A várat a Habsburg Birodalom csak 1688 és 1690, valamint 1718 és 1739 között tudta visszaszerezi. A szerb lázadók Kočina Krajina idején 1788–91-ben, majd 1804–13 között, az első szerb felkelés idején szerezték meg. Ezután 1867-ig oszmán irányítás alá került, amikor is Belgráddal és más szerbiai városokkal együtt Mihály szerb fejedelem kapta meg, hadászati jelentőségét eddigre már elvesztette.
A 19. század végétől a 20. század elejéig a vérszívó legyek igencsak elszaporodtak, amelyek aztán golubácsi legyekként váltak ismertté. Különösen veszélyesek voltak az állatállományra nézve, néhány éven keresztül egész marhacsordákat pusztítottak el. Az első világháború után utat építettek, amelyet az erőd területén és a sziklán vezettek át különleges, kíméletes robbantások segítségével kialakított alagutakban. Ez az út volt akkoriban a legrövidebb összeköttetés Szerbia és a Balkán-félsziget keleti része között. 1964–1972 között felépült a Vaskapu I vízerőmű a Vaskapu-szoros alsóbb szakaszán, amely jelentősen megemelte a folyó vízszintjét. Ennek eredményeként a lejtő alsó széle és az erőd alacsonyabb részei most el vannak árasztva.
A 21. század elejére az erőd nagy része benőtte a növényzet, így a magasabb részek többsége megközelíthetetlenné vált. 2005 tavaszán nyilvános projekt indult az erőd helyreállítására. A növények nagy részét eltávolították, és bizonyos részeket, például a Cserni Száva lovag tiszteletére emelt szökőkutat kijavították. A falak, a tornyok és a kőlépcsők jó állapotban maradtak meg, de a fapadlók és a lépcsők elkorhadtak, emiatt a felső emeletek nagy része járhatatlan volt. A vár turisztikai látványosságként is népszerűvé vált, ennek két fő oka a jó elérhetőséget biztosító főút volt, amely áthaladt rajta, és közelsége a Lepenski Virhez, ami a két helyszínt egy turisztikai komplexummá teszi.

### A 2014–2019-es rekonstrukció
Az erőd körüli 23 hektáros területet a szerb kormány 2011-ben turisztikai területté nyilvánította a Đerdap Nemzeti Park területén. A Szerb Köztársaság kormánya az Európai Unió IPA-forrásaival a „Kulturális útvonal - Dunai erődök” című nemzetközi projekt keretében pályázott az erőd rekonstrukciójára. A támogatást ezeken az alapokon keresztül nyújtották, 6,5 millió eurót 2011-ben és 2,1 millió eurót 2016-ban. Az előzetes rekonstrukciós projekt Marina Jovin építész munkája, a projekt szakmai tanácsadói Siniša Temerinski és Dr. Miomir Korać régészek voltak.
A munkálatok elhúzódtak a több évtizedes elhanyagolás, a kemény munkakörülmények, az előre betervezett megoldások és a fennálló helyzet közötti eltérések, valamint azon tény miatt, hogy a nagy autó- és teherforgalom áthaladt az erődön. Az előrejelzések szerint három évig tartó újjáépítés 2014 nyarán kezdődött meg. 2016 júliusában nyílt meg az újonnan épített alagút, amely az 1930-as évek óta áthaladó forgalmat az erődből és az újjáépítési területről terelte át. A 152 méter hosszú alagutat és a 700 méternyi útszakaszt 2 évig építették speciális ellenőrzött robbanások felhasználásával, hogy ne károsítsák az erődöt. Az ünnepélyes átadáson részt vettek a munkálatok finanszírozóinak képviselői, így Aleksandar Vučić szerb miniszterelnök, Michael Davenport, az Európai Unió szerbiai delegációjának vezetője, valamint Johannes Eigner, Ausztria belgrádi nagykövete, aki az Osztrák Fejlesztési Ügynökség (ADA) képviseletét látta el. Magának a várnak a rekonstrukciójához hagyományos anyagokat, pl. faragott követ, és kézi munkaerőt használtak. Az új határidő 2018. szeptember 30. lett, ám ezt sem sikerült tartani. A teljesen helyreállított erőd 2019 áprilisában nyílt meg, ekkor fejeződtek be a 2014-ben megkezdett munkálatok.

## Építészeti jellemzők
A galambóci vár három főbb védelmi gyűrűből áll, amelyeket a falakkal összekötött 9 torony és 2 kaputorony, a palota, valamint a Duna vizével feltöltött vizesárok övezett. A falak előtt elővárként állt a helyi civilek települése. Mint sok más erőd esetében, ennek a szerkezete is jelentősebben módosult az idők folyamán. A felépítése utáni években csak öt toronyból állt, később még négyet adtak hozzá.  Tekintettel az építészetére és az építés idejére, nyilvánvaló, hogy maga az erődítmény két fő részre oszlik: a belső várra a legmagasabban fekvő öregtoronnyal, ismertebb nevén a Sesir- vagy Kalap-toronnyal, és az azt körülvevő külső várra. A belső erődöt, pontosabban annak felső részeit építették fel először, míg a Duna parti palotát annak védőtornyával, valamint a külső erőd tornyainak és sáncainak rendszerével később építették, valószínűleg Lazarevics István despota idejében.
Az erőd bejárata a nyugati oldalon volt, a főkapun és egy fahídon keresztül lehetett bejutni, amely a vízzel töltött vizesárkon vezetett át. A tornyokat négyzet alaprajzúra építették, ez az erőd korának jellegzetessége, ami azt mutatja, hogy a csatákat akkoriban még lőfegyverek nélkül vívták. A lőfegyverek megjelenése után a törökök ágyúnyílásokkal és sokszögű vagy hengeres hozzáépítésekkel erősítették meg a nyugati tornyokat legfeljebb 2 méteres falvastagságig. Az 1481-es magyar rajtaütést követően egy nyolcszögletű ágyútornyot emeltek a kikötő védelmére, és mellvédekkel látták el a falakat.

## Galéria

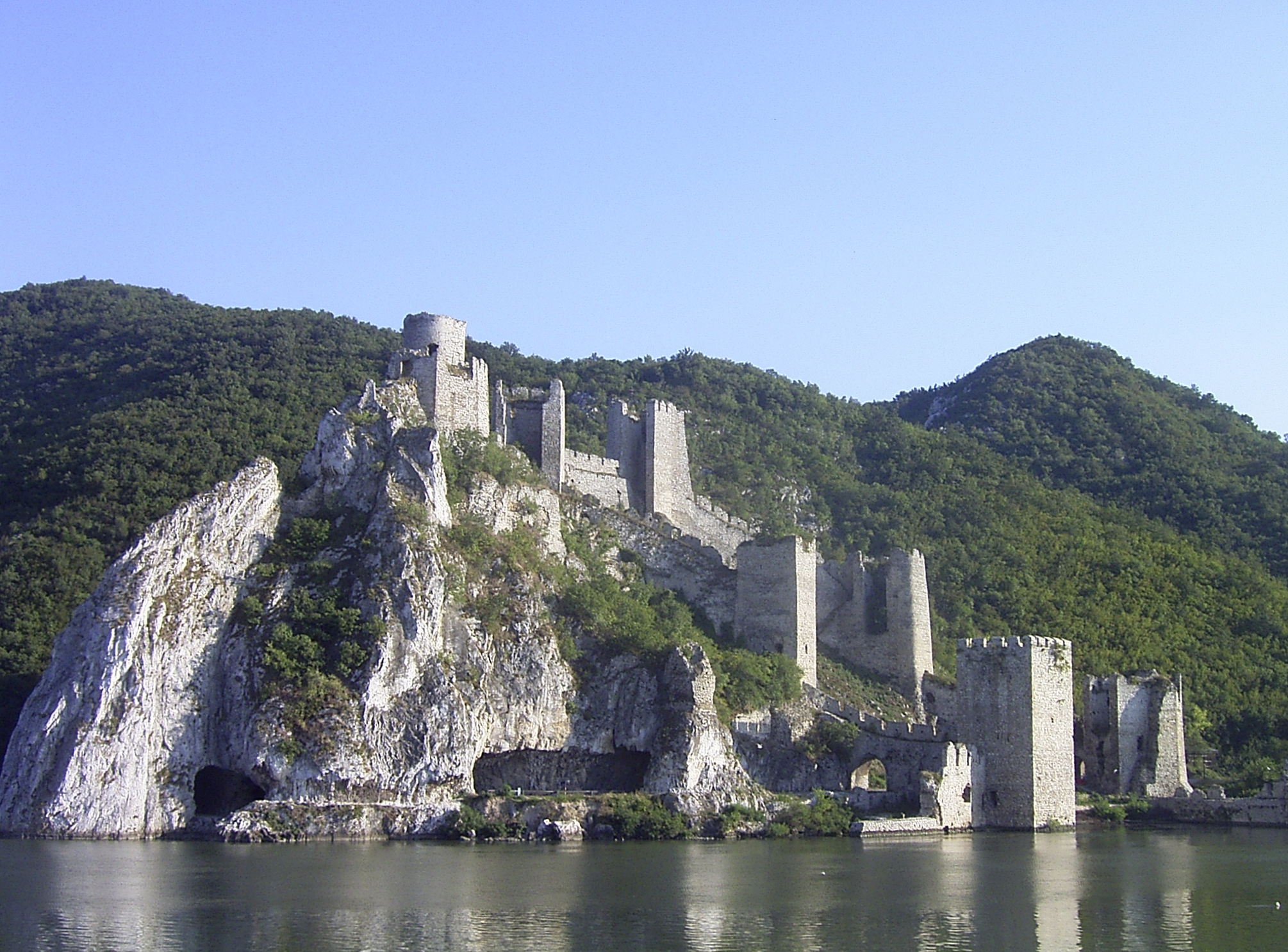
A vár eredeti állapota
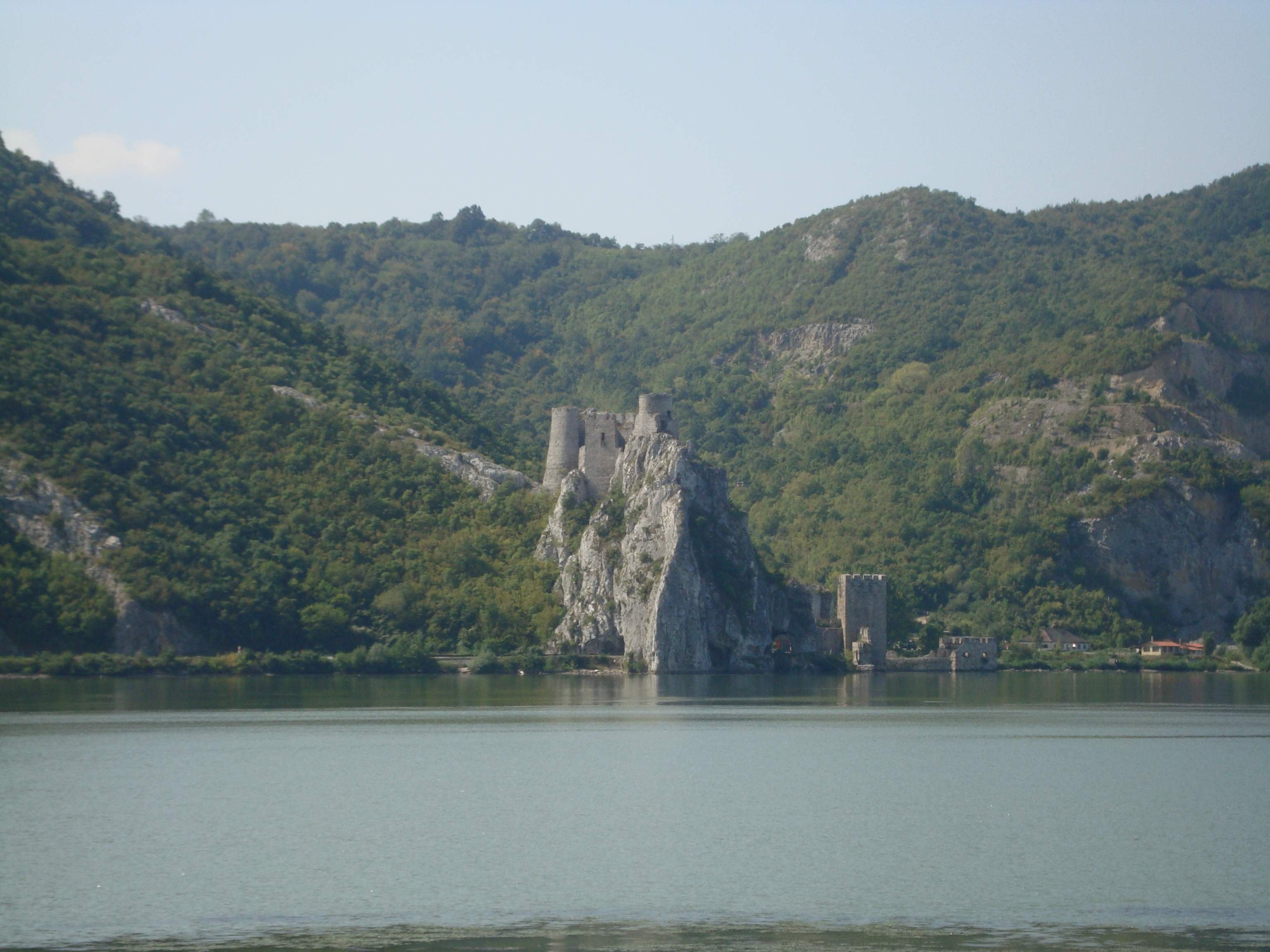
Rálátás a Duna román oldaláról
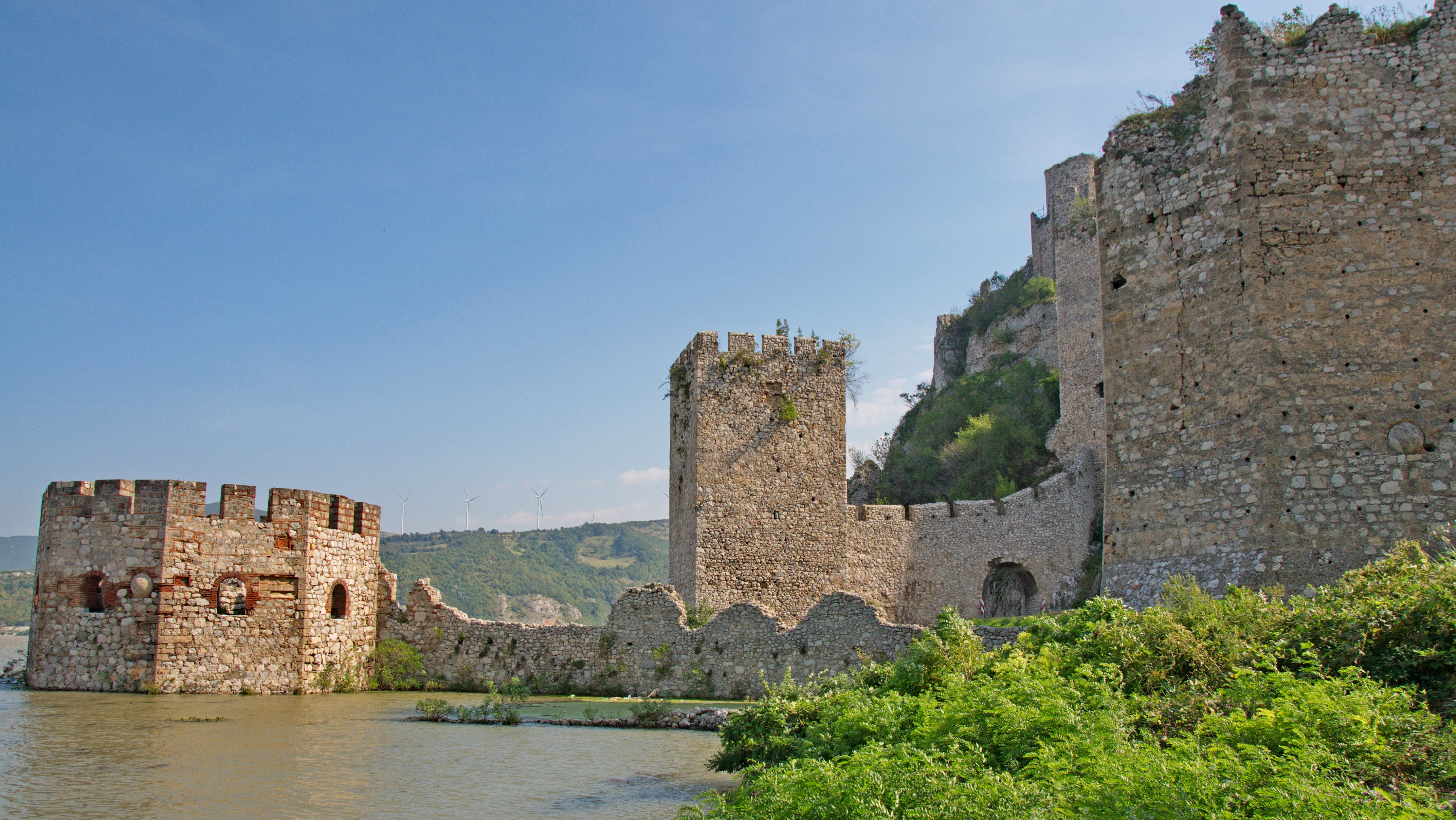
Az elárasztott részek
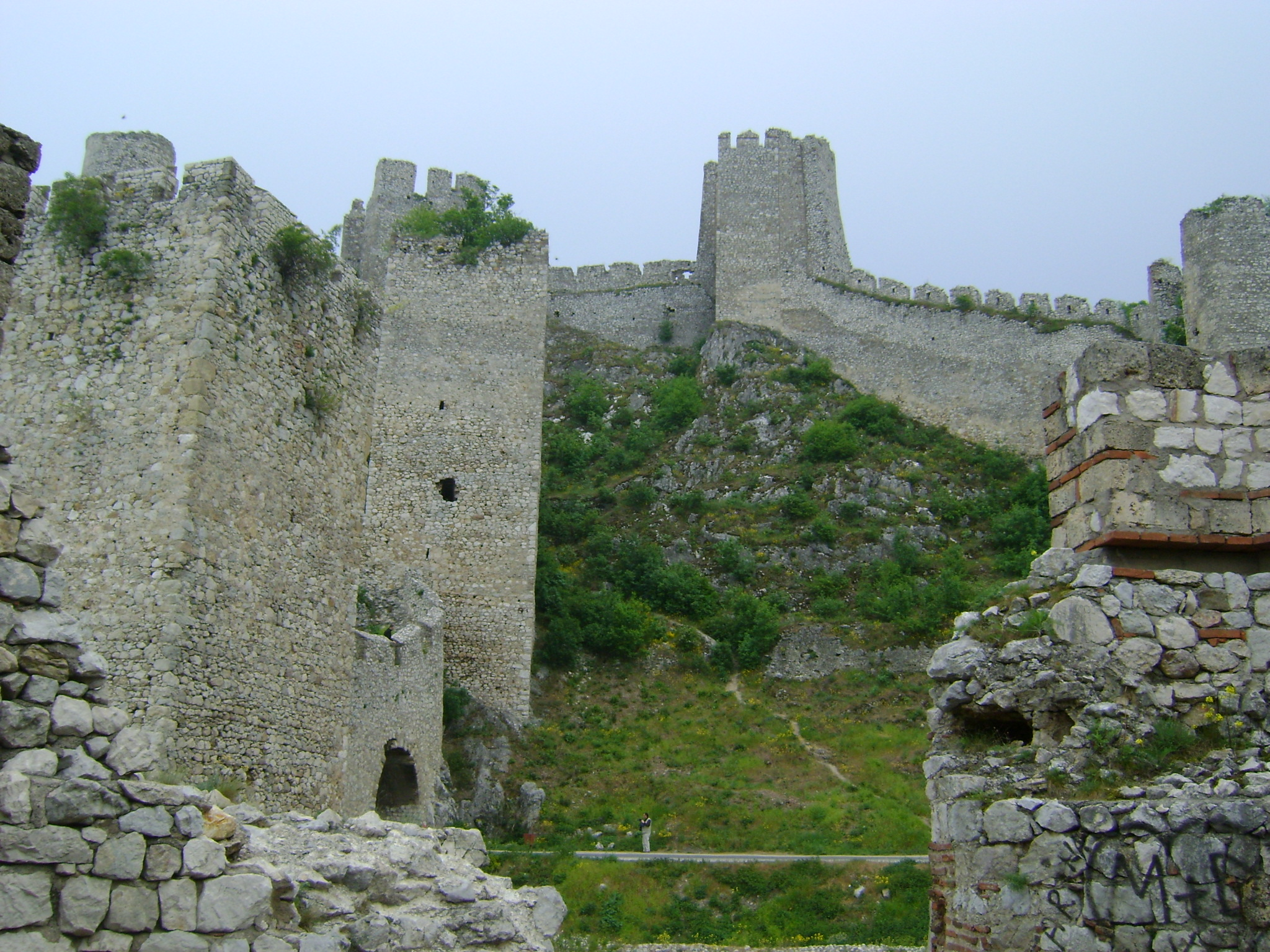
A rekonstrukció előtti védművek
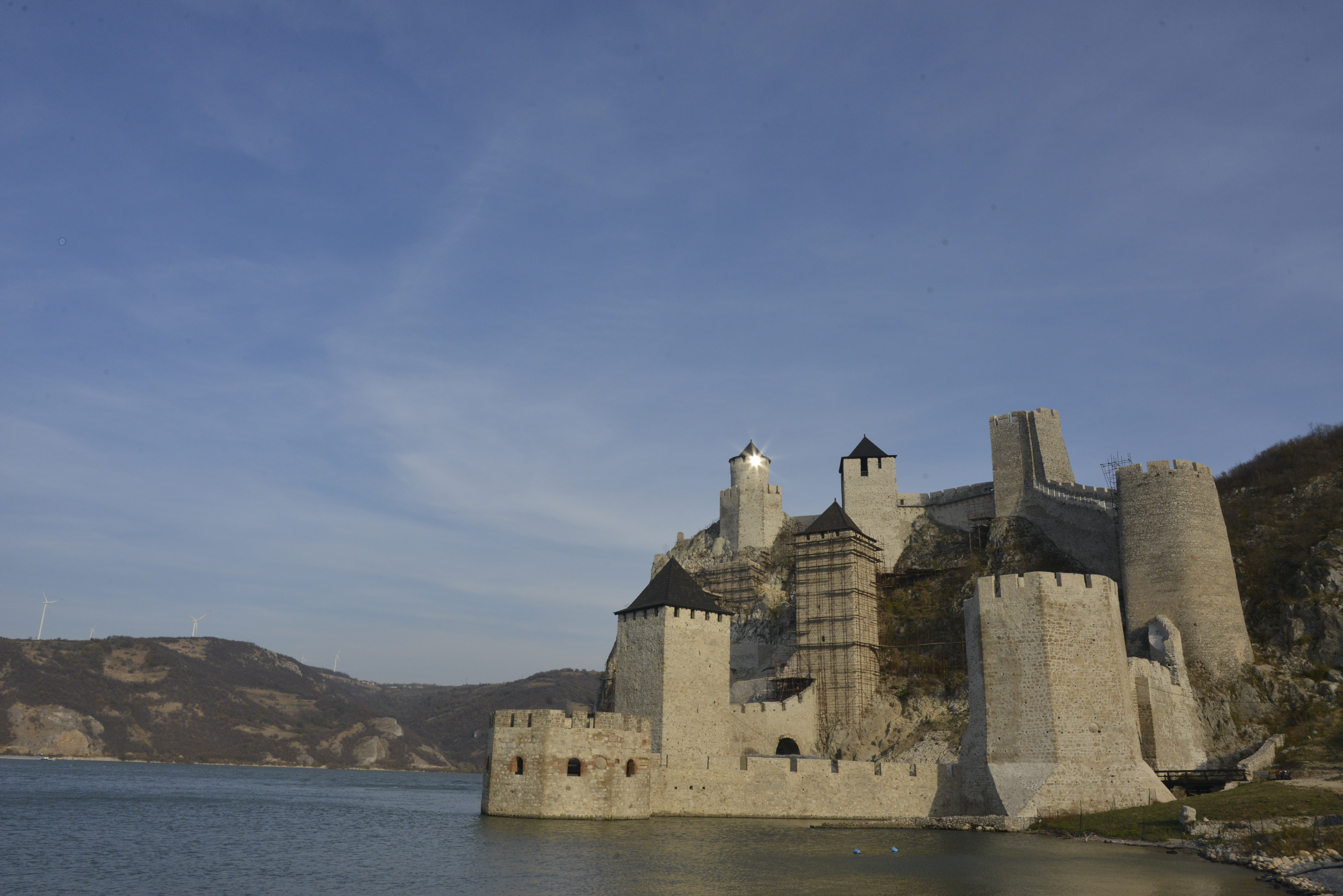
A felújítási munkálatok idején
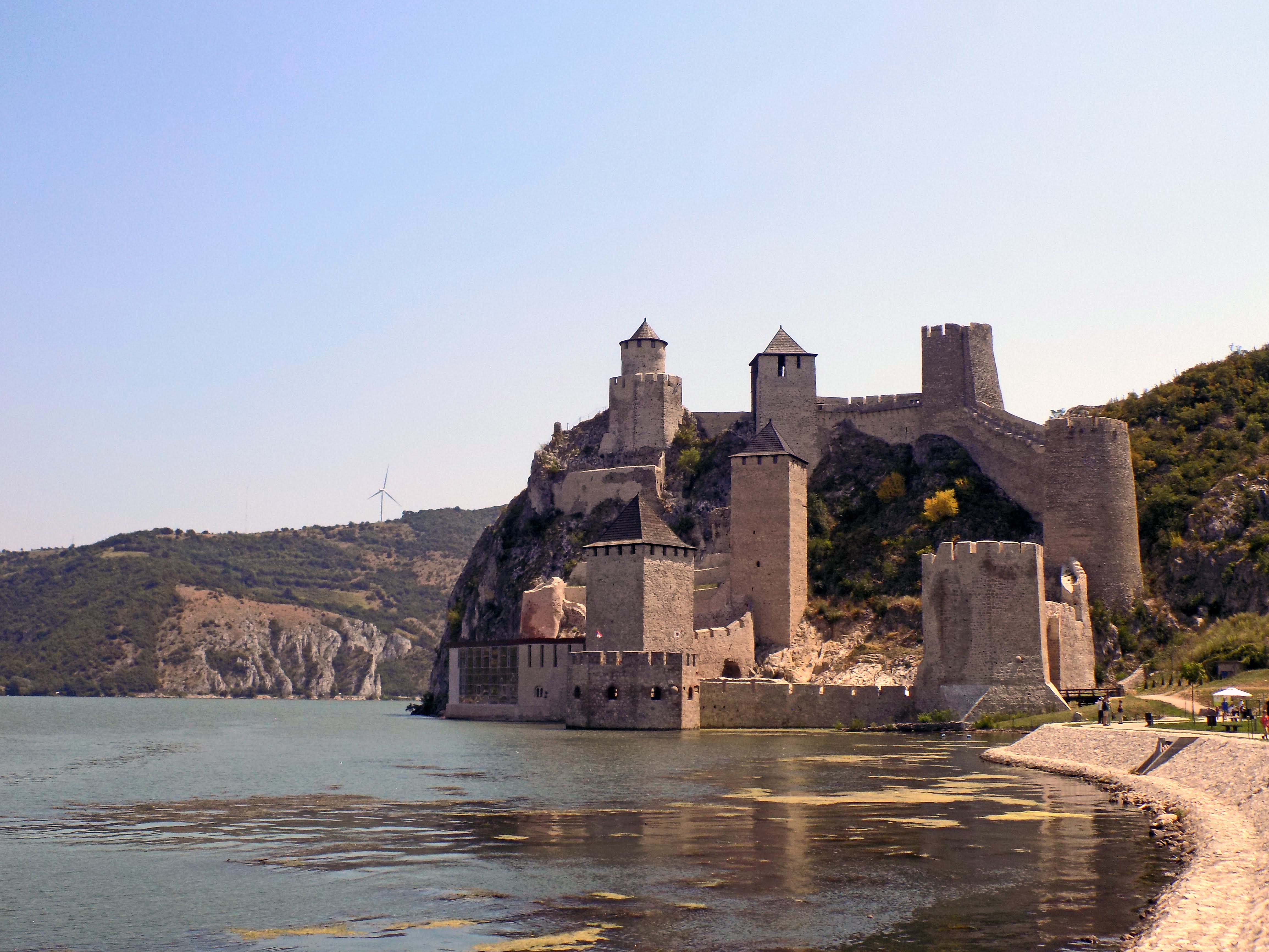
A frissen felújított vár 2019-ben
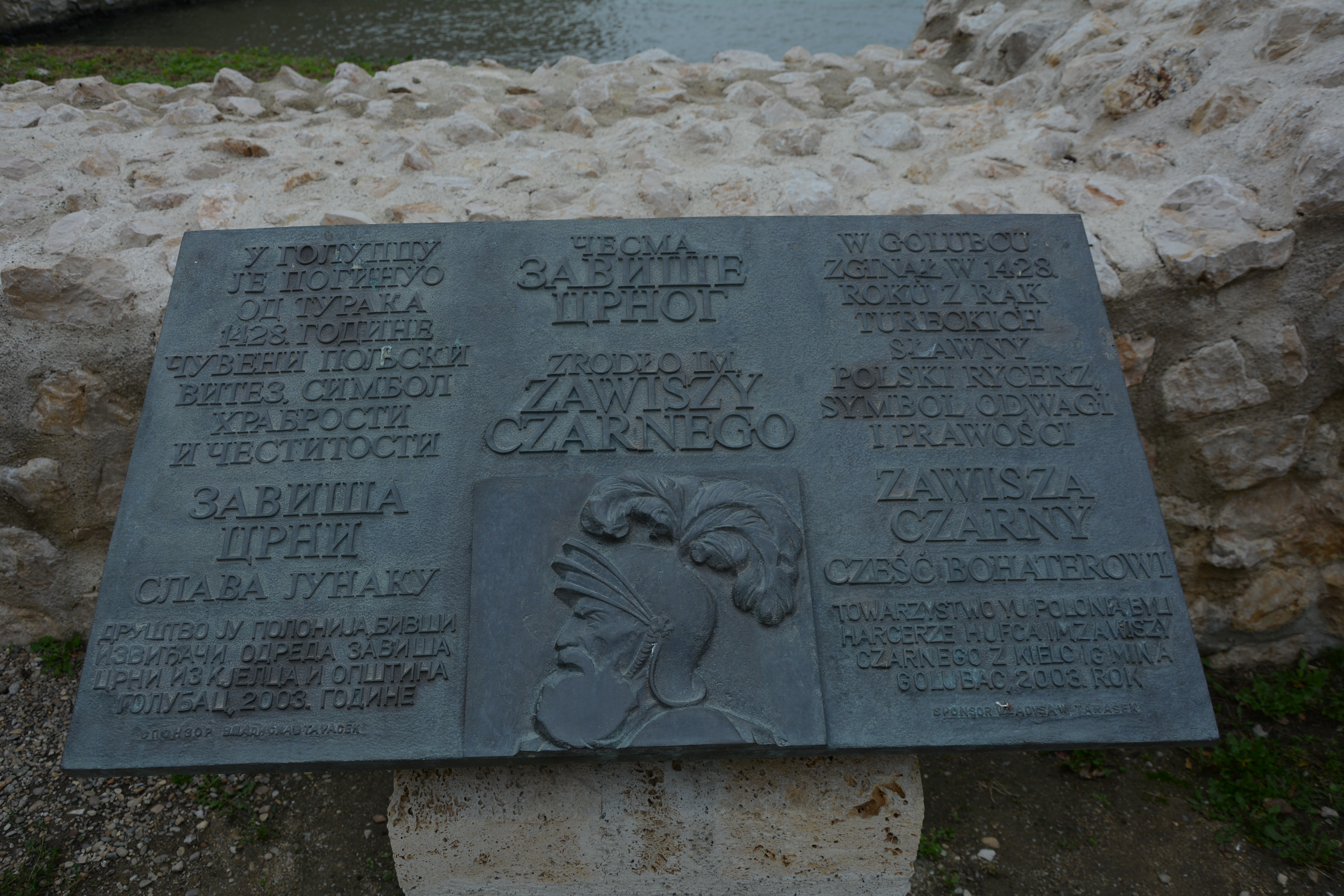
1428-ban Zsigmond királyért elesett Cserni Száva lengyel nemzeti hős emléktáblája
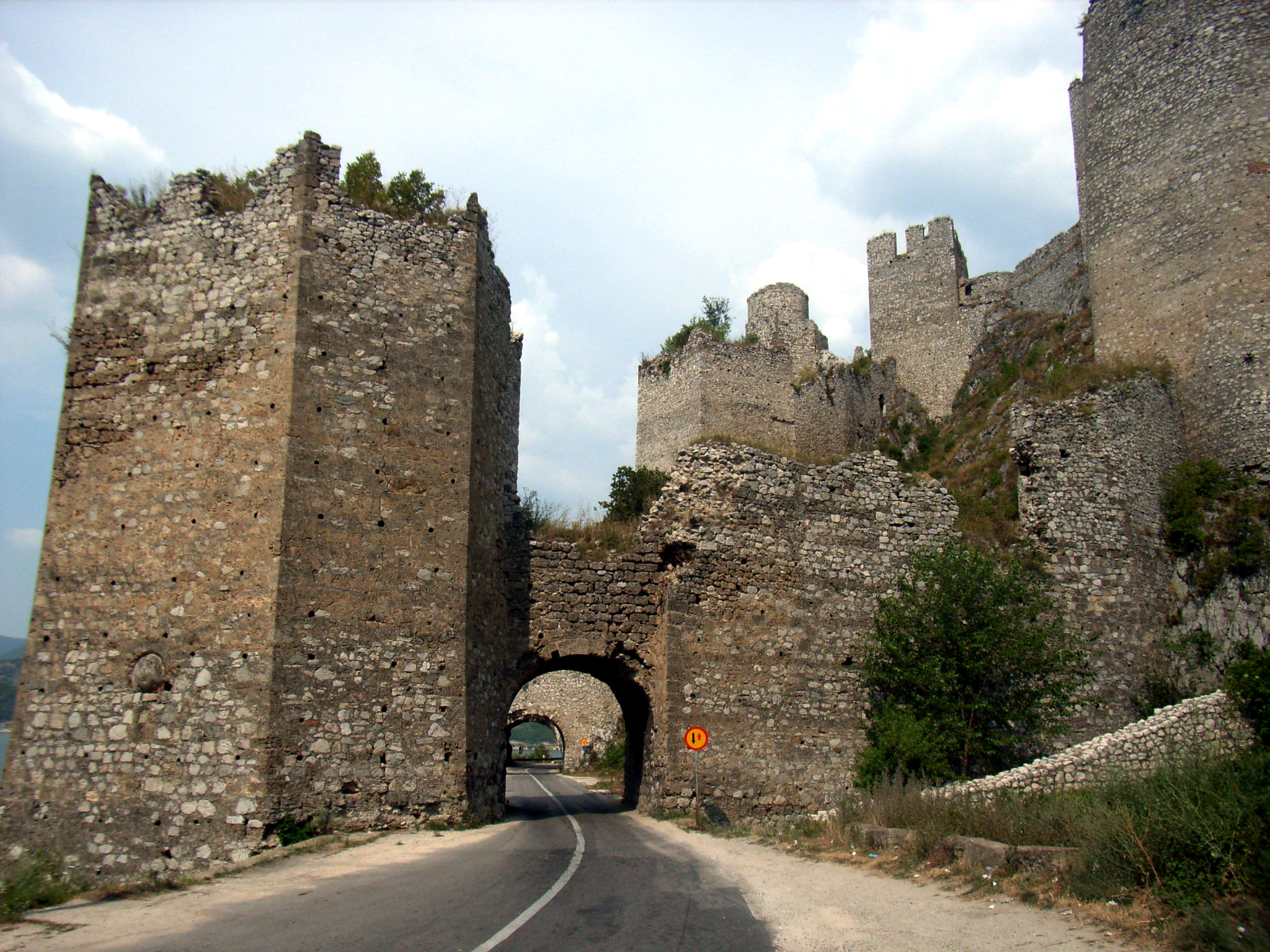
A korábban az erődön keresztülvezetett országút
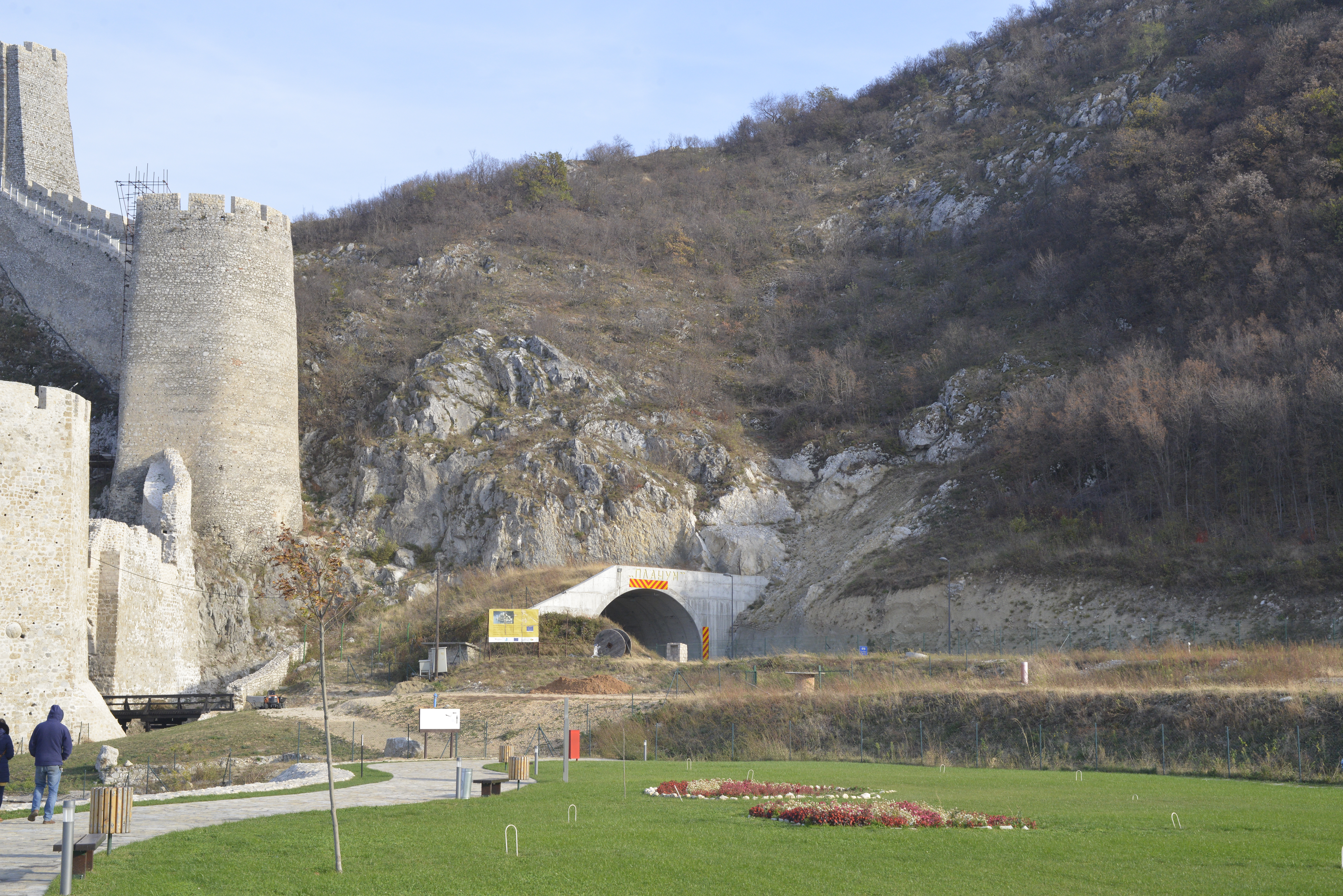
A várat elkerülő, 2016-ban átadott új alagút
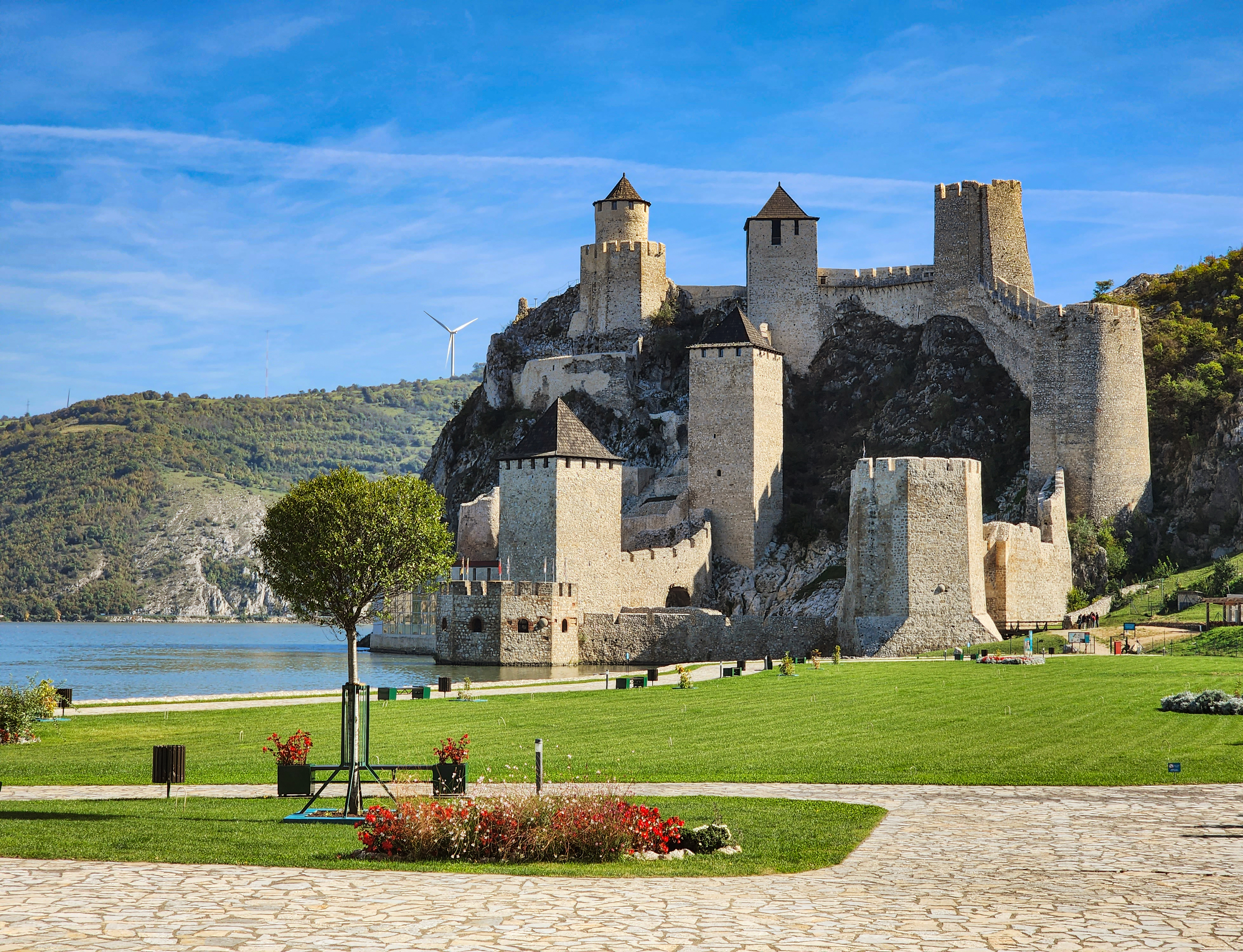
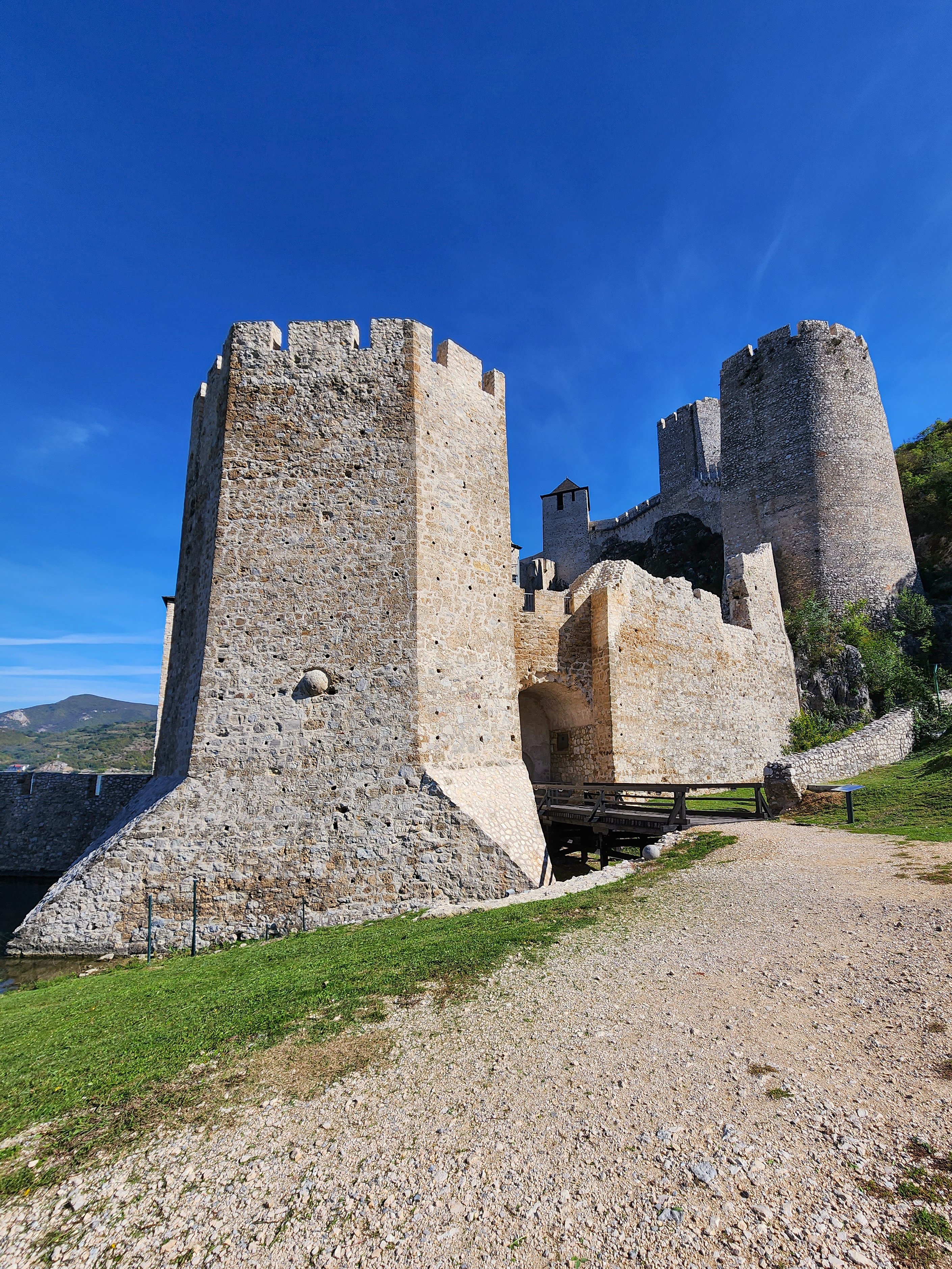
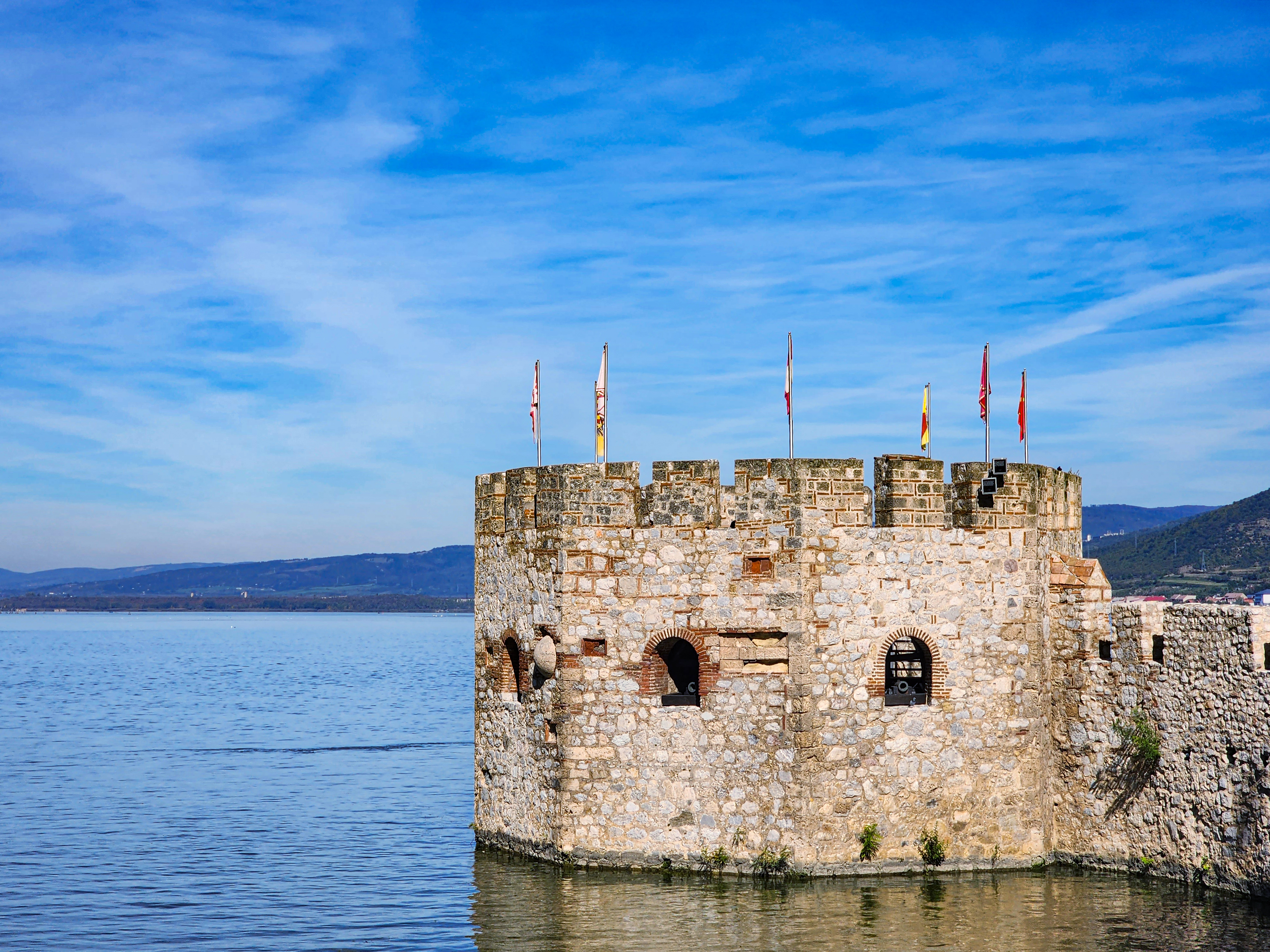
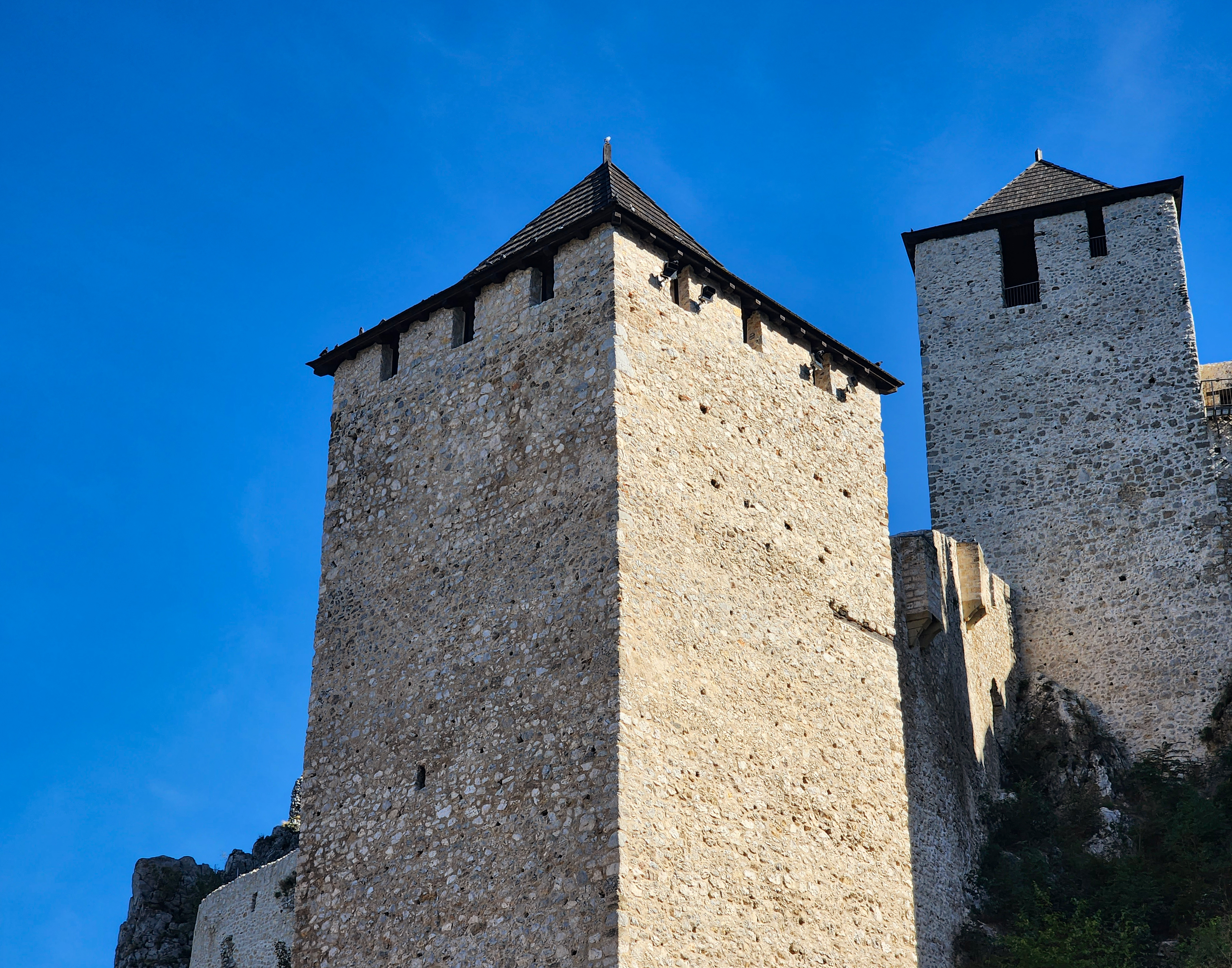
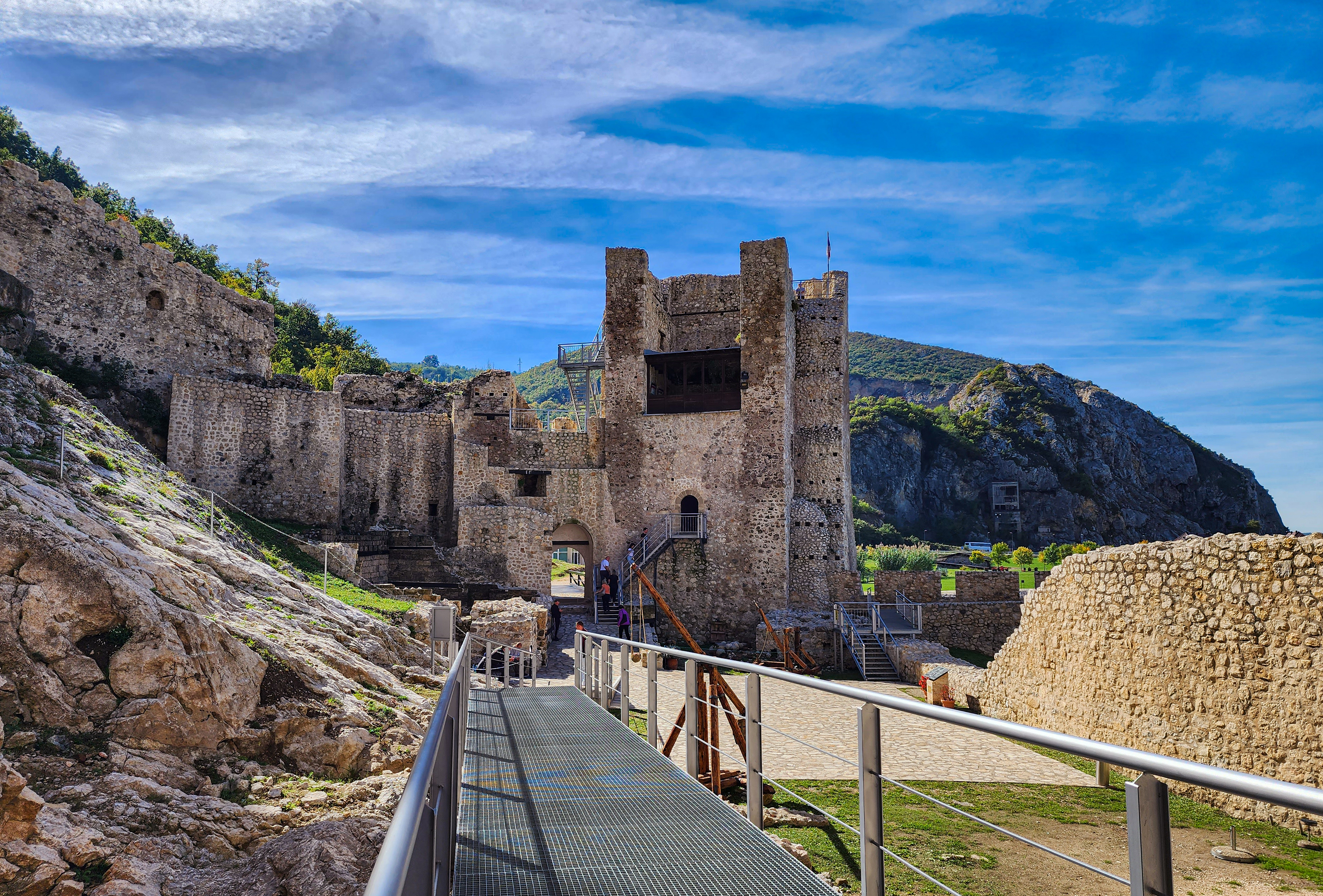
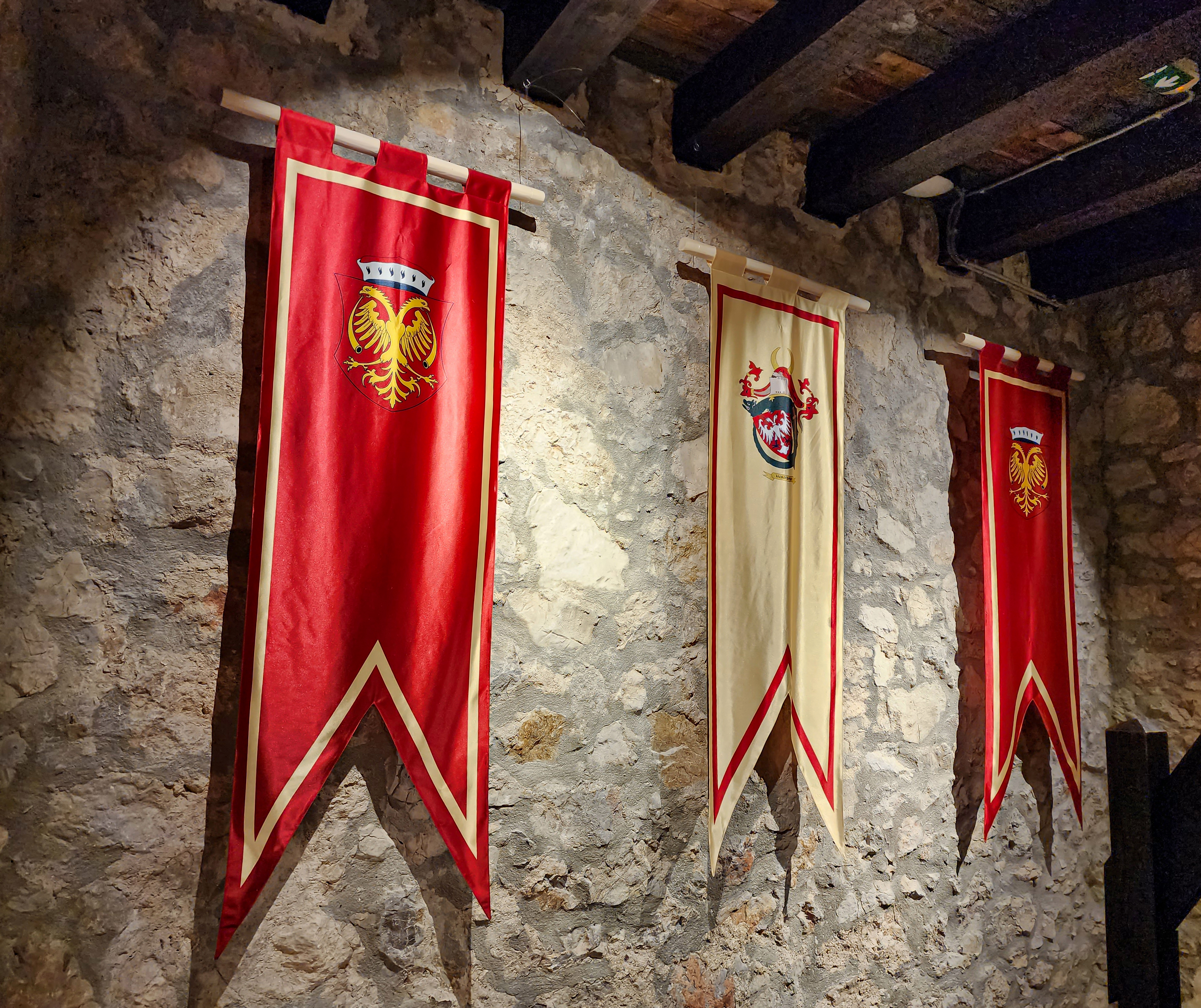
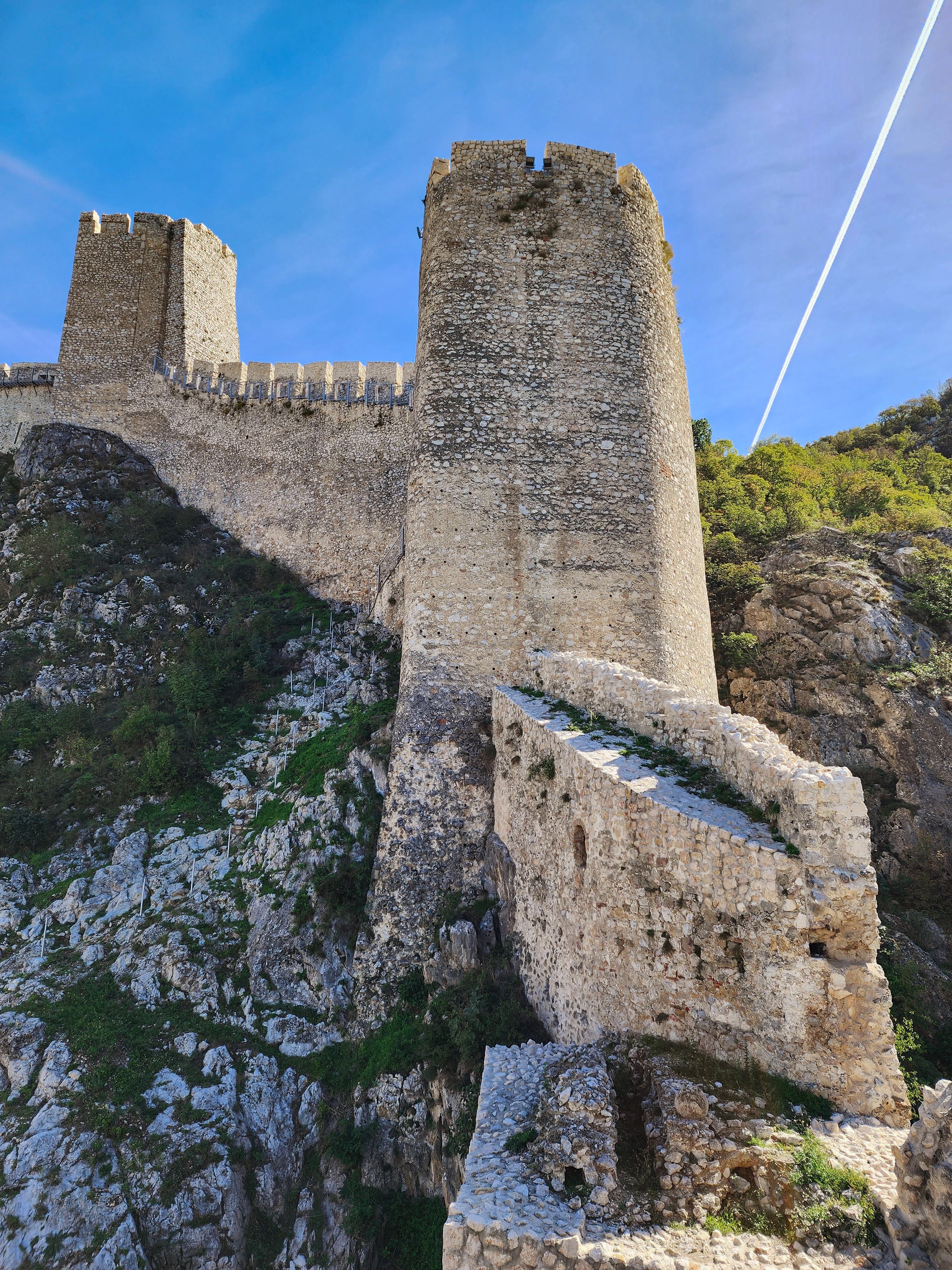
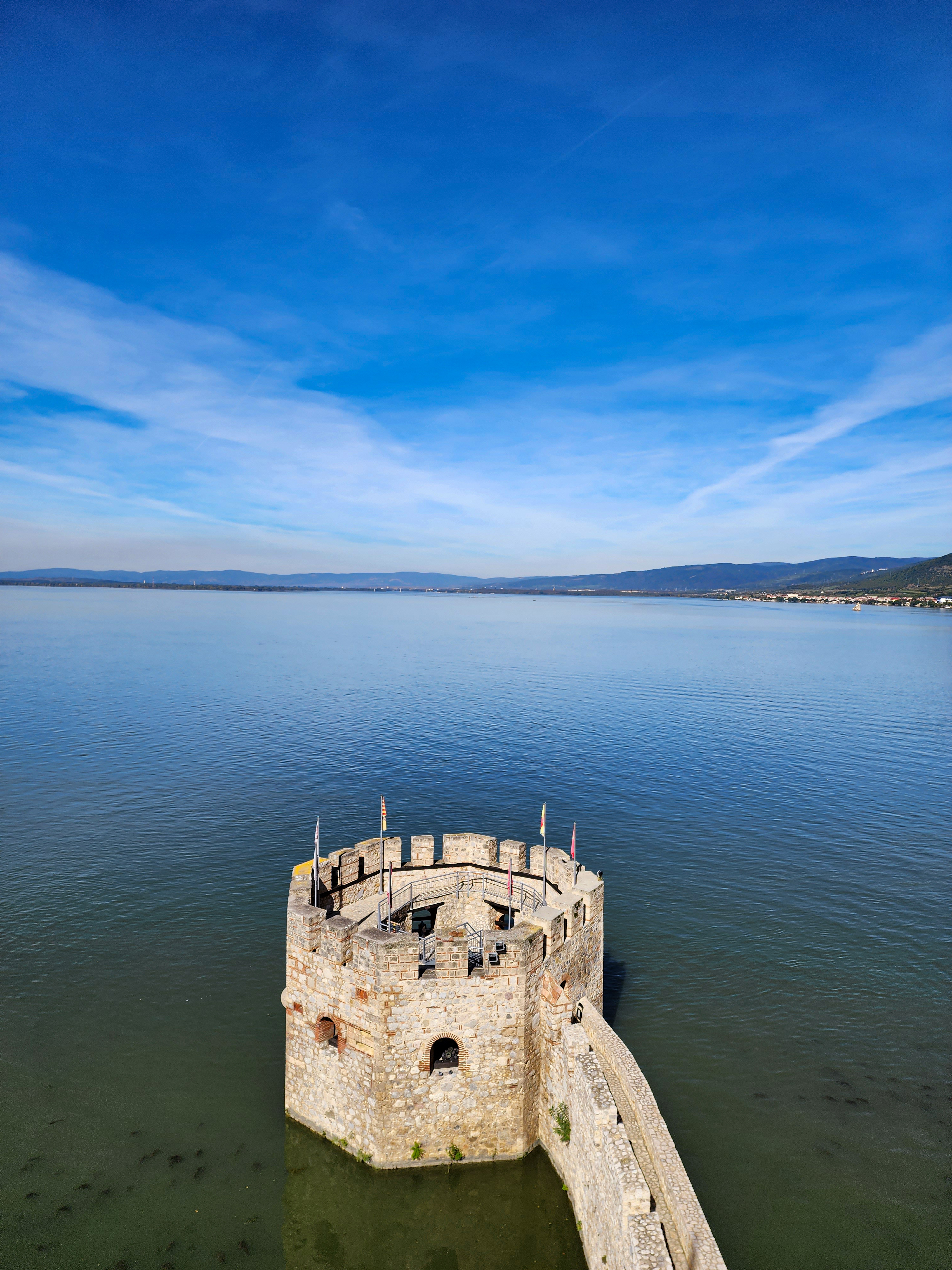
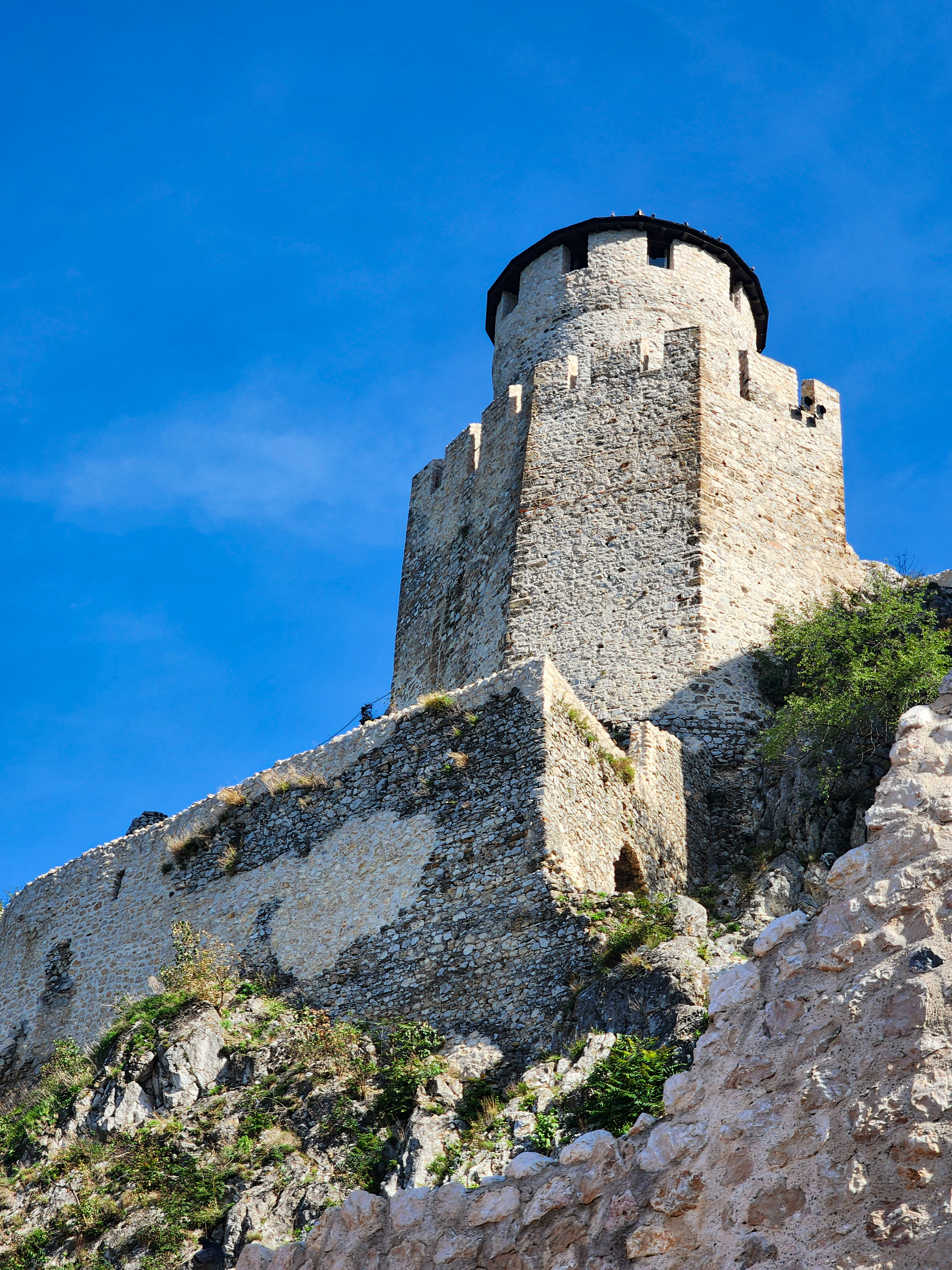
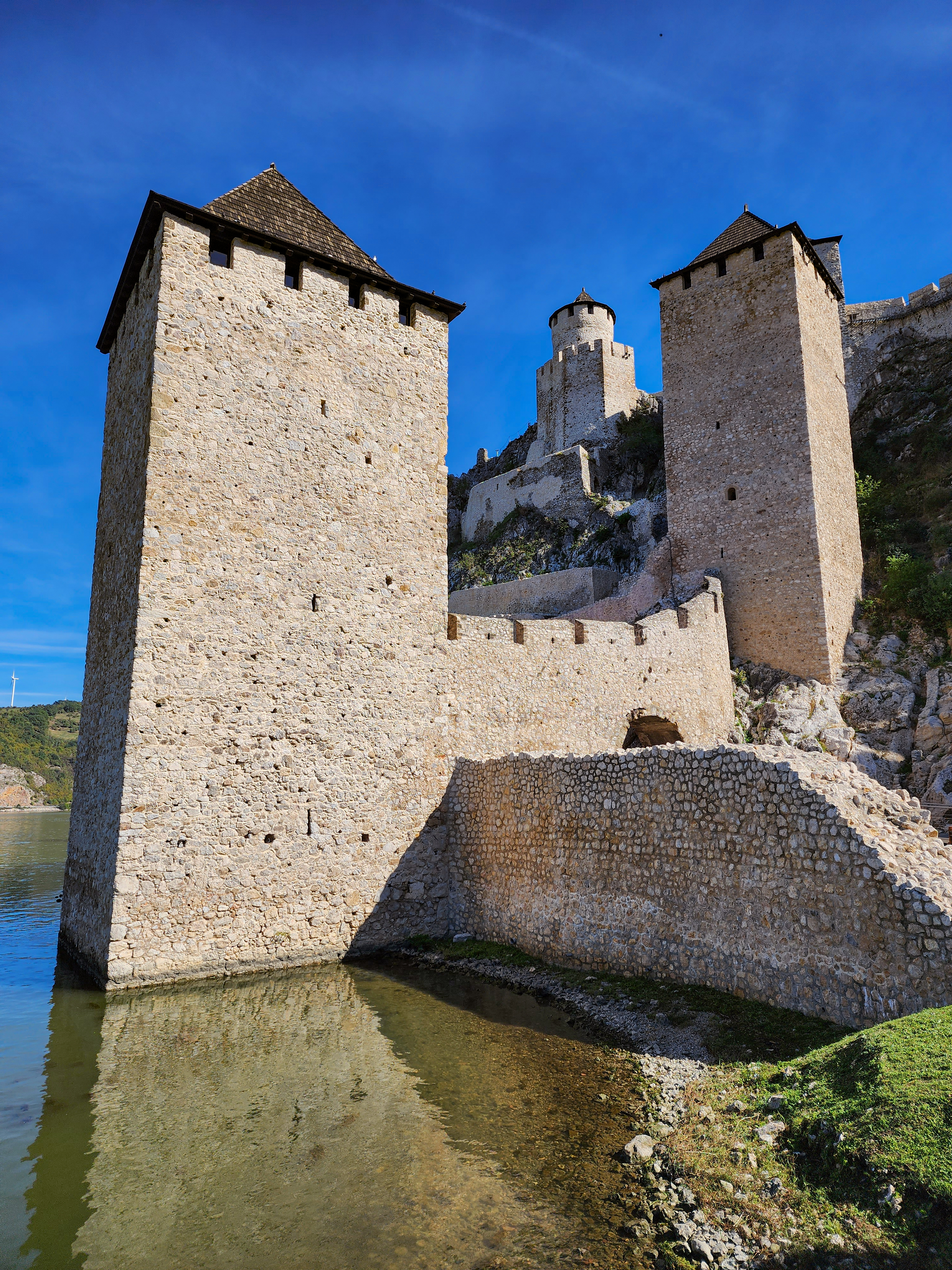
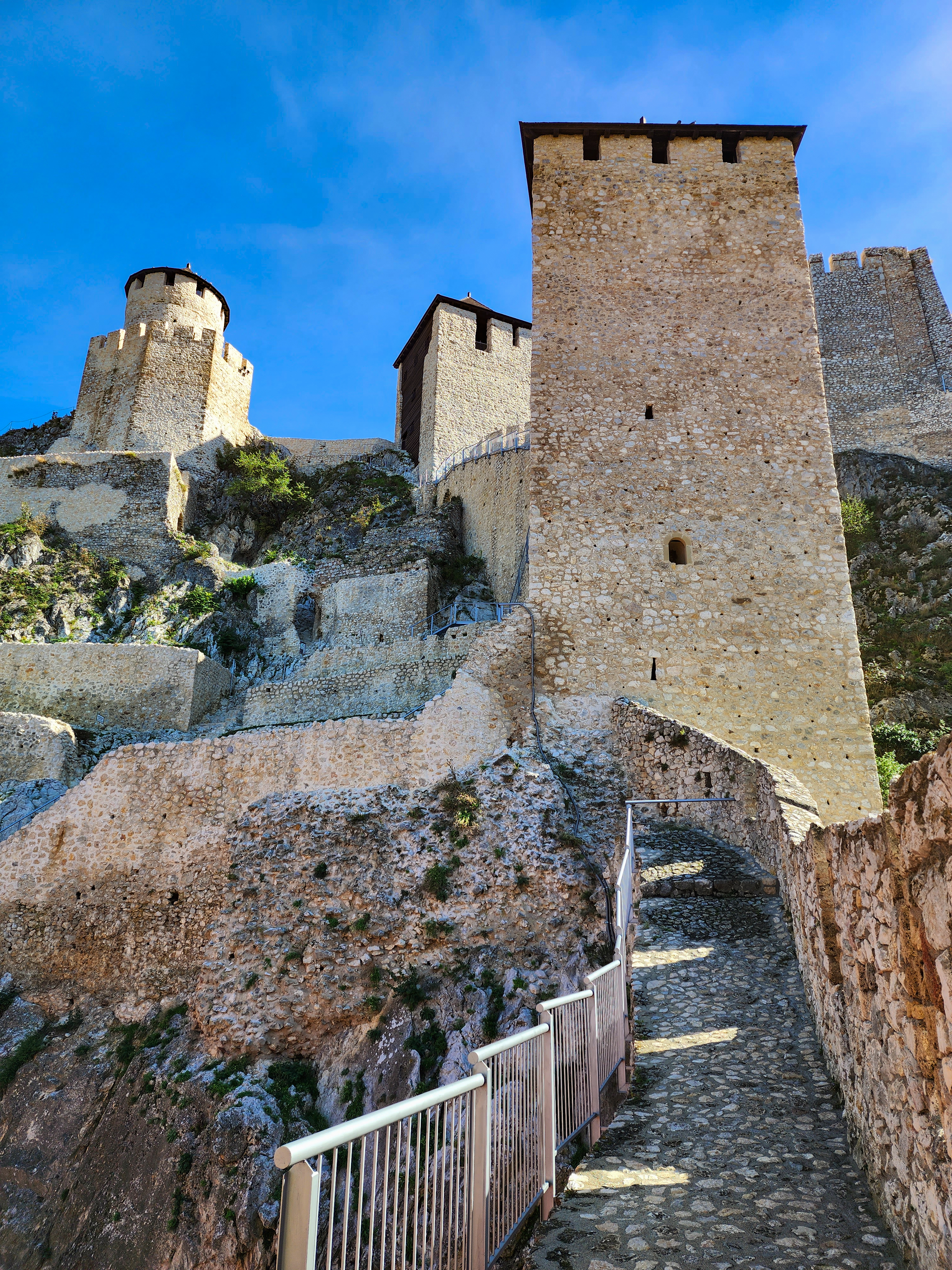
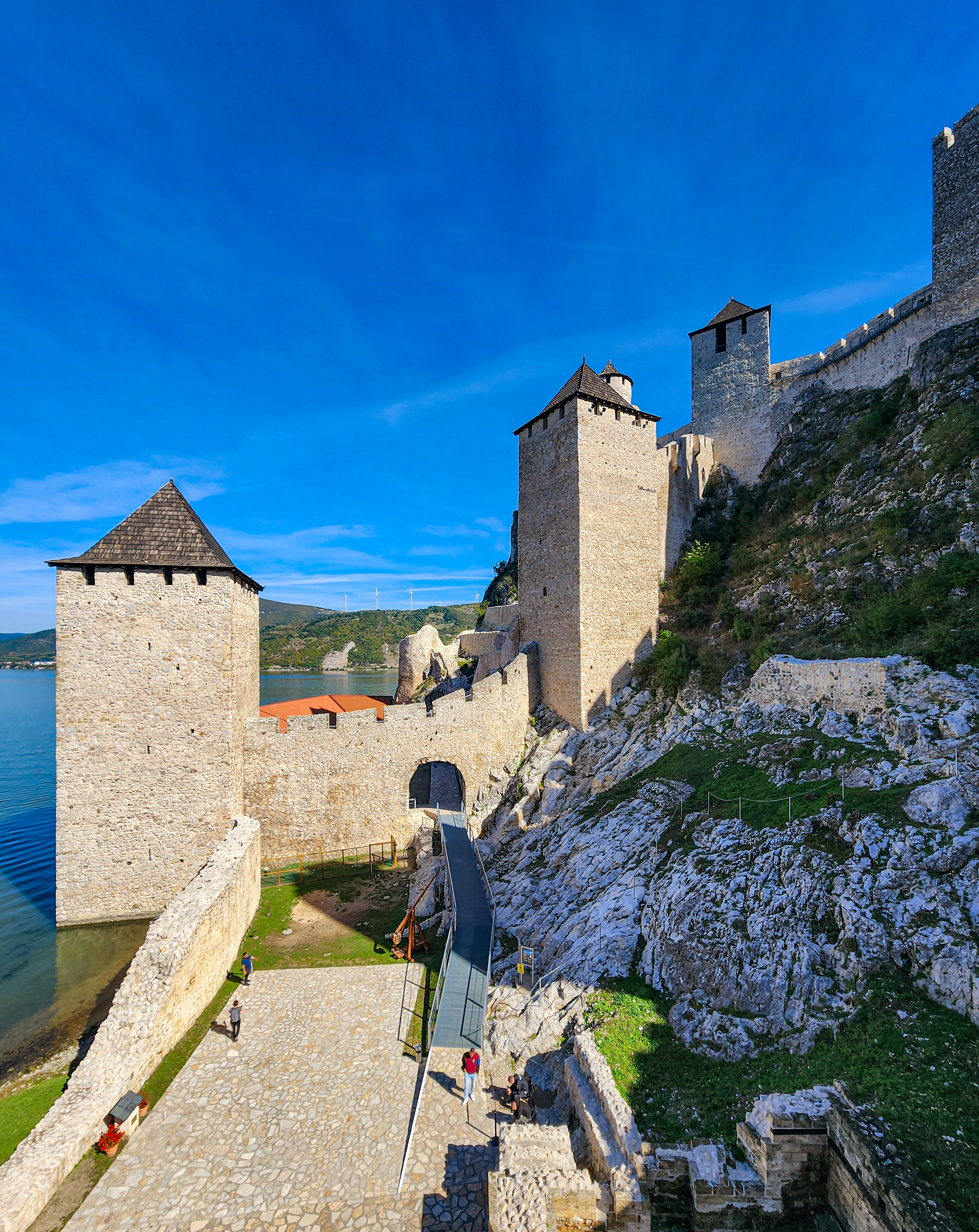
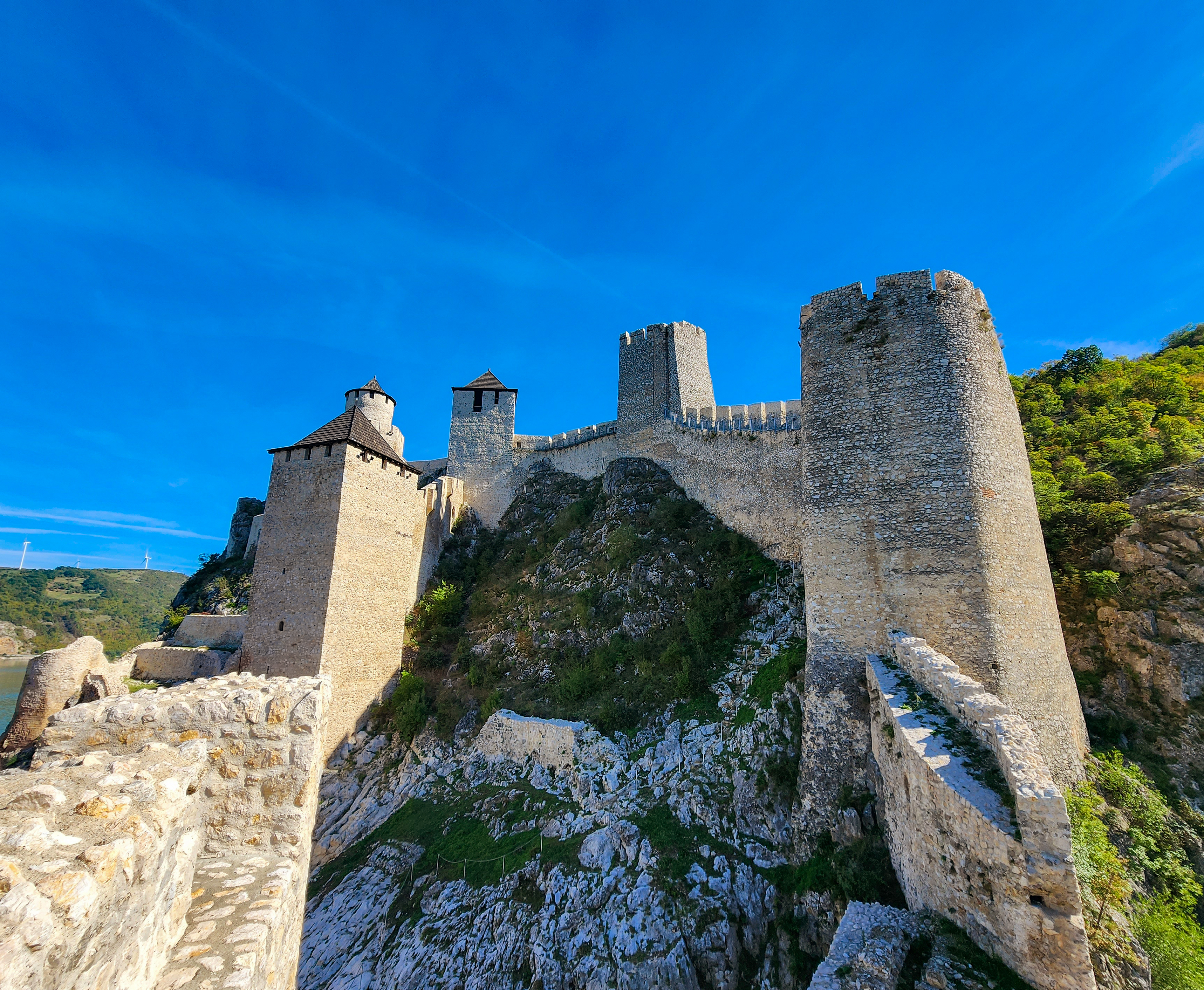
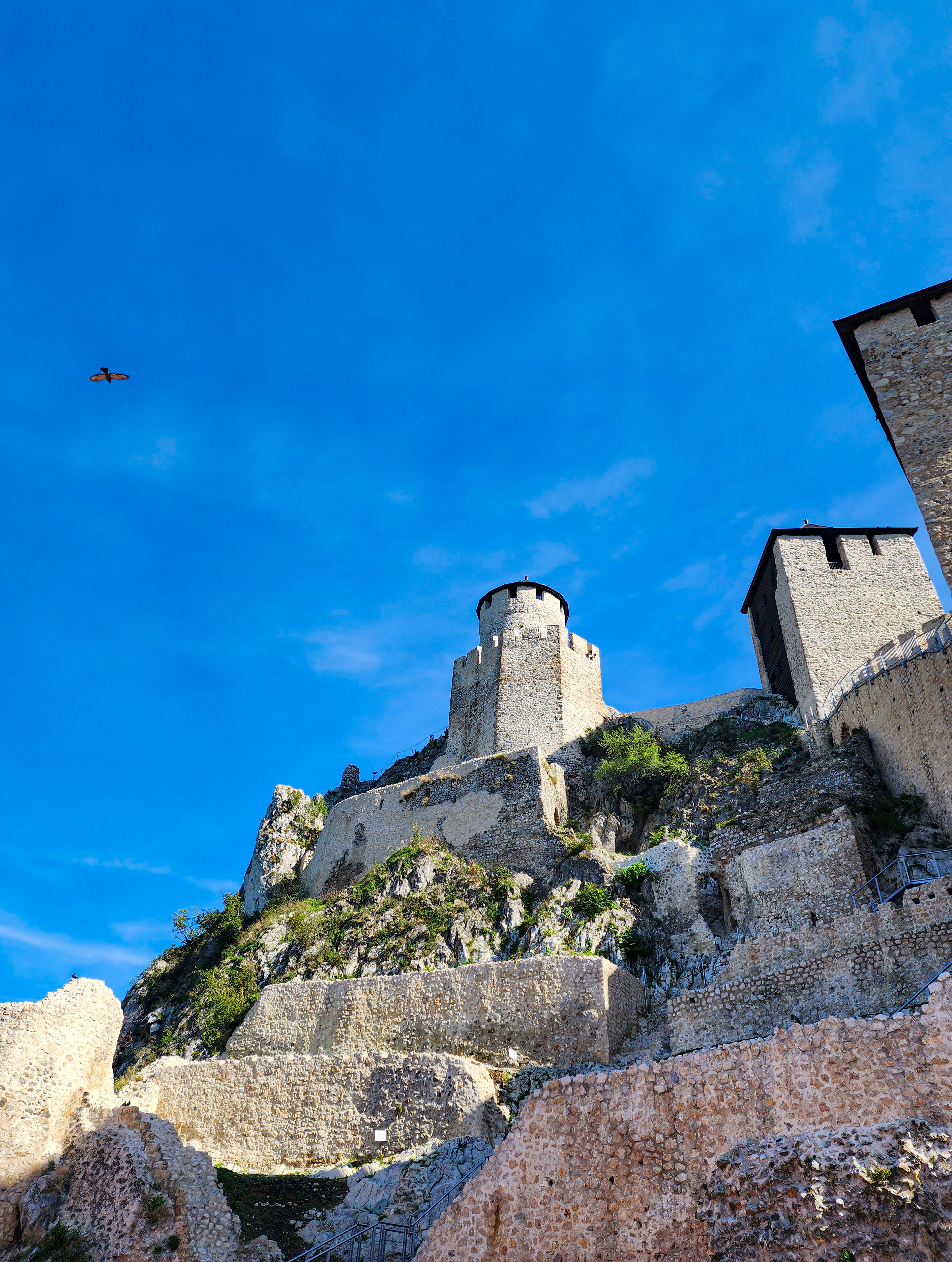
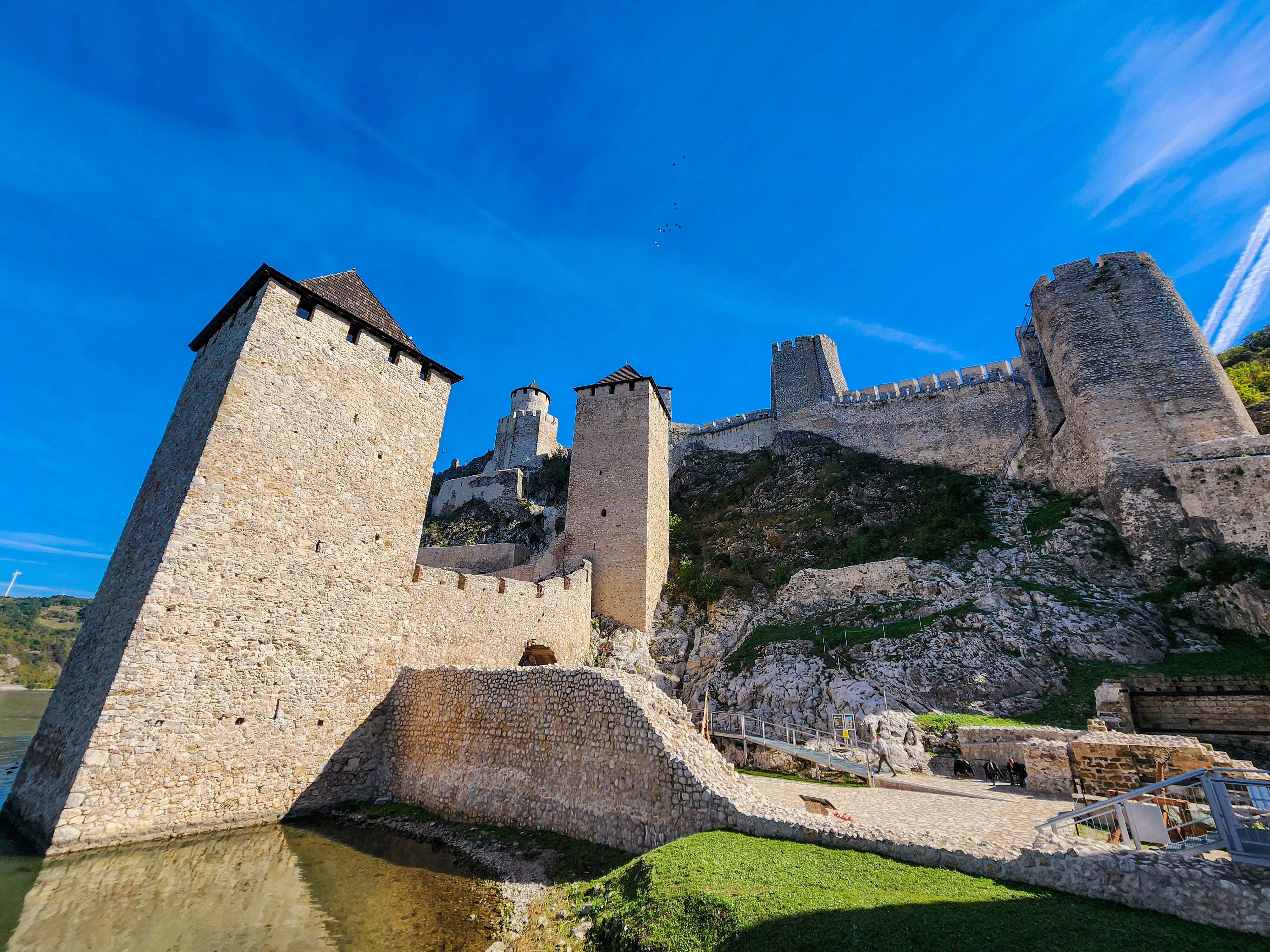
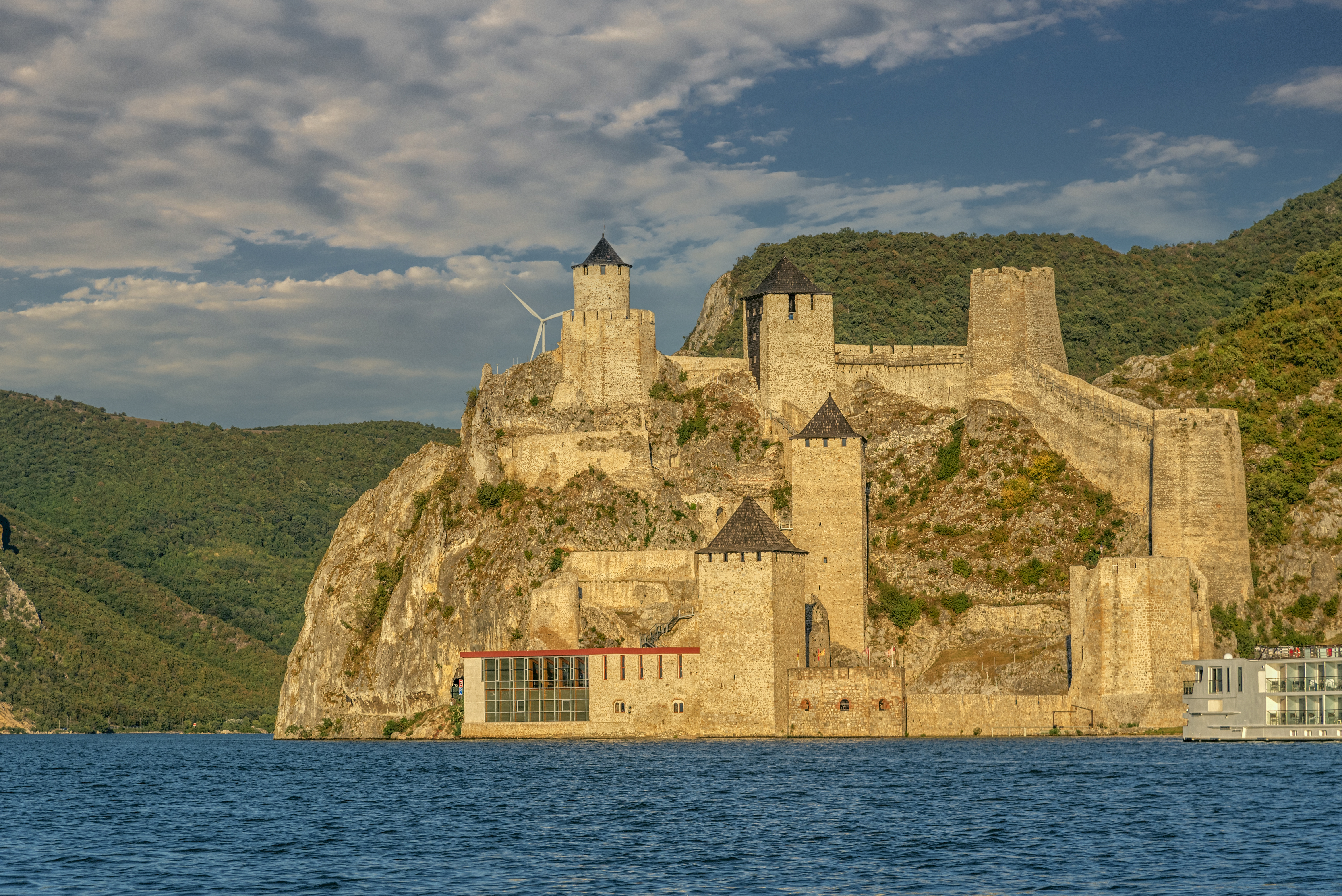
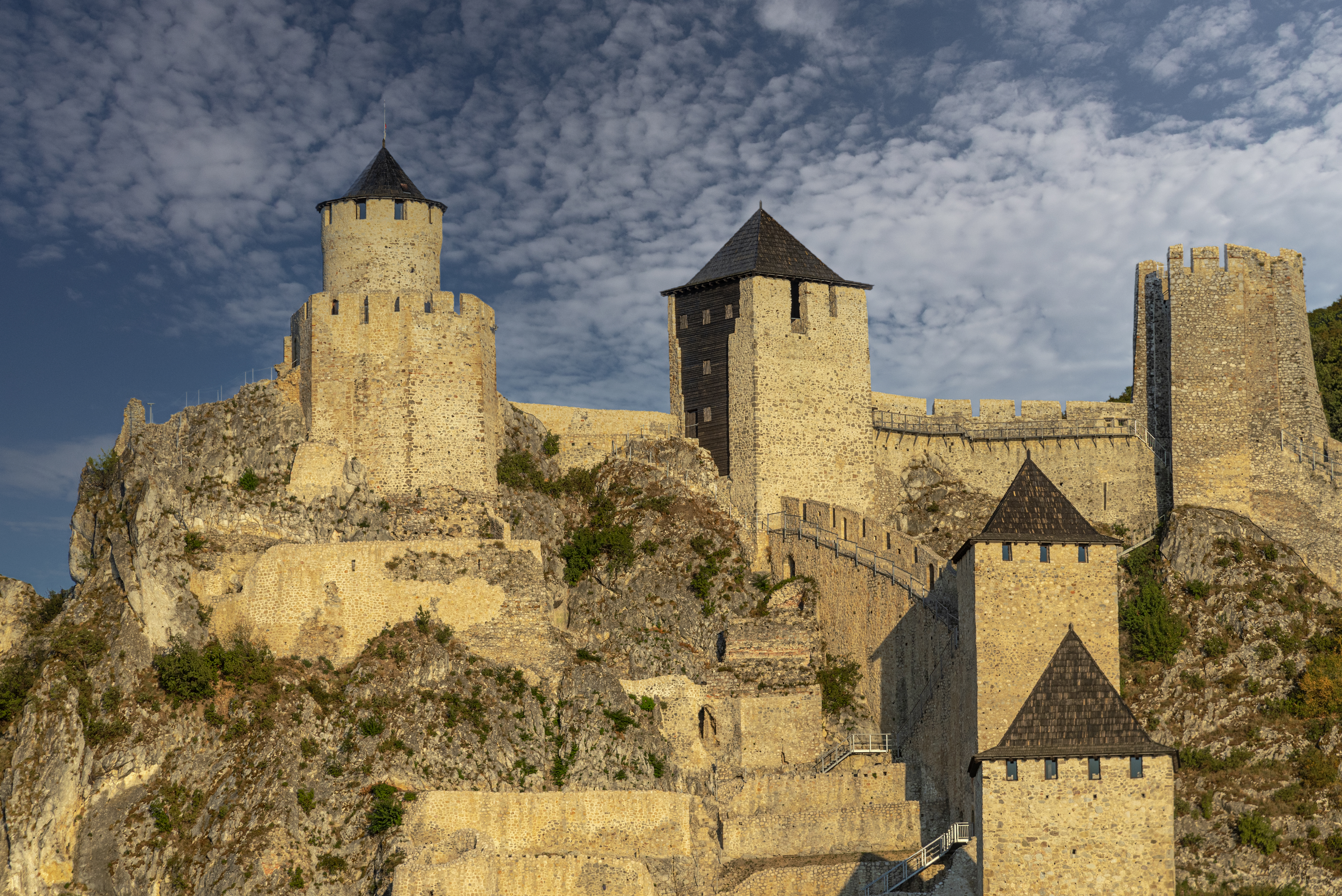

## Fordítás
- Ez a szócikk részben vagy egészben  a   Golubac Fortress című angol Wikipédia-szócikk ezen változatának fordításán alapul.  Az eredeti cikk szerkesztőit annak laptörténete sorolja fel. Ez a jelzés csupán a megfogalmazás eredetét és a szerzői jogokat jelzi, nem szolgál a cikkben szereplő információk forrásmegjelöléseként.